# Orjen
Der Orjen ist ein stark verkarstetes Hochgebirge mit ausgeprägten pleistozänen Glazialspuren im Westen Montenegros. Es ist ein Teil des Dinarischen Gebirges und bildet mit dem Lovćen und der Rumija das südlichste Element der aus mesozoischen Kalksteinen aufgebauten litoralen Dinariden. Das Gebirge liegt unmittelbar am tiefen Einschnitt der Bucht von Kotor. Hier ist auch die strukturgeografische Nahtstelle an der die Adriatische Platte unter die Eurasische subduziert. Zur seismisch aktive Zonen gehört die vor der Küste gelegene Montenegrinische Störung, die zu den höchsten Erdbeben-Intensitäten im westlichen Balkan führt.
Klimatologisch stellt der Orjen das regenreichste Gebiet Europas und gleichzeitig eine der regenreichsten Regionen der nördlichen Hemisphäre außerhalb der monsunalen Tropen. Mit Jahresniederschlägen von bis über 9000 mm (2010) werden Extremwerte erreicht. Durch den menschengemachten globalen Temperaturanstieg und das wärmer gewordene Mittelmeer werden im klimatologischen Observatorium Crkvice, das seit 1887 besteht, zwar weniger Niederschlagstage und längere Trockenperioden als vor dem Klimawandel beobachtet, die Jahressummen haben aber mit den stärker gewordenen Niederschlagsereignissen mit höheren Intensitäten zu keiner Abnahme der jährlichen Mittelwerte geführt. Trotz der orographischen Verstärkung der Niederschlagsintensitäten besitzt das Gebiet keine größeren Fließgewässer oder permanent schüttende Quellen. Alle Abflüsse aus dem Gebiet erfolgen durch eine unterirdische Karstentwässerung; die Ombla bei Dubrovnik ist hierdurch auch zu den am stärksten schüttenden Karstquellen der Erde zu rechnen.
Auf Basis der hohen Niederschlagssummen und der für ein Mittelmeergebirge relativ langen Schneedeckendauer konnten im Gebirge bis heute eiszeitliche Relikte der arktischen Tundrenflora und arkto-alpinen und alpinen Fauna überleben, wie sie erst in den letzten Jahren im Gebiet detektiert wurden.
Mit 1894 Meter ist der Gipfel des Zubački kabao der höchste Punkt der subadriatischen Dinariden und damit zugleich das höchste Gebirge Dalmatiens. Der Orjen ist für zahlreiche seltene und endemische Pflanzen- und Tierarten eine Zufluchtstätte. In internationaler Kooperation sind diese Ziel von Arten- und Flächenschutzmaßnahmen. Seit 2017 ist der montenegrinische Teil, seit 2019 der bosnische als Naturpark ausgewiesen.

## Allgemeines
Das eindrücklichste Element der südlichen Adriaküste ist die Bucht von Kotor, ein tief in das Herz der Küstengebirge eingeschnittener überfluteter Canyon. Die inneren Buchten von Risan und Kotor sind von steilen bis 1300 m hohen Wänden umgeben, die über dem schmalen kultivierten Küstenstreifen fast senkrecht überhängen.
Von der Kleinstadt Risan im innersten geschützten Winkel der Bucht führt eine Serpentinenstraße zum 1600 m hohen Pass im Orjen-Gebirge. Von hier sind vielfältige Wanderungen ins Gebirge möglich, die eindrucksvolle Ausblicke auf das Meer sowie die umgebenden bleichen Kalksteinberge ermöglichen. Glazialspuren sowie die endemische Vegetation (Dinarische Karst-Blockhalden-Tannenwald, Schlangenhaut-Kiefern-Felswald) sind im Naturraum beachtenswert.
Aufgrund der Bedeutung der Küstenorte für die historische Entwicklung der Region und der Einmaligkeit des Zusammenwirkens der Naturlandschaft und der menschlichen Kulturgeschichte wurde die historische Seefahrtstadt Kotor mit der gleichnamigen Bucht, die auch das Gebirgsterritorium zwischen Orjen und Lovćen mit einschließt, von der UNESCO als Welterbe der Menschheit ausgewiesen.
Als Besonderheit des subtropischen Gebirges gilt seine sehr eindrückliche Vergletscherung während der letzten Eiszeit (Würmeiszeit) sowie die im mediterranen Raum äußerst hohen Niederschlagssummen, die an der klimatologischen Messstation Crkvice mit fast 5000 mm Niederschlag pro Jahr gleichfalls den europäischen Rekord bedeuten.
Geomorphologisch ist der tiefe Einschnitt der Bucht von Kotor markant. Hierüber wurde das Gebiet in historischer Zeit von Illyrern, Griechen und Römern geherrscht. In der Neuzeit verlief über dem Vučji zub das Dreiländereck zwischen Österreich-Ungarn, Osmanischem Reich sowie Montenegro. Historisch bildete der Montenegrinische Volksaufstand in der Krivošije 1869 sowie 1882 gegen die Truppen der k.k.-Monarchie ein markantes nationales Ereignis. Die militärischen Anstrengungen zur strategischen Fortifikation der Bucht von Kotor haben sich im Orjen bis heute durch zahlreiche Forts und aufgelassene Militärpfade erhalten.

## Geographie

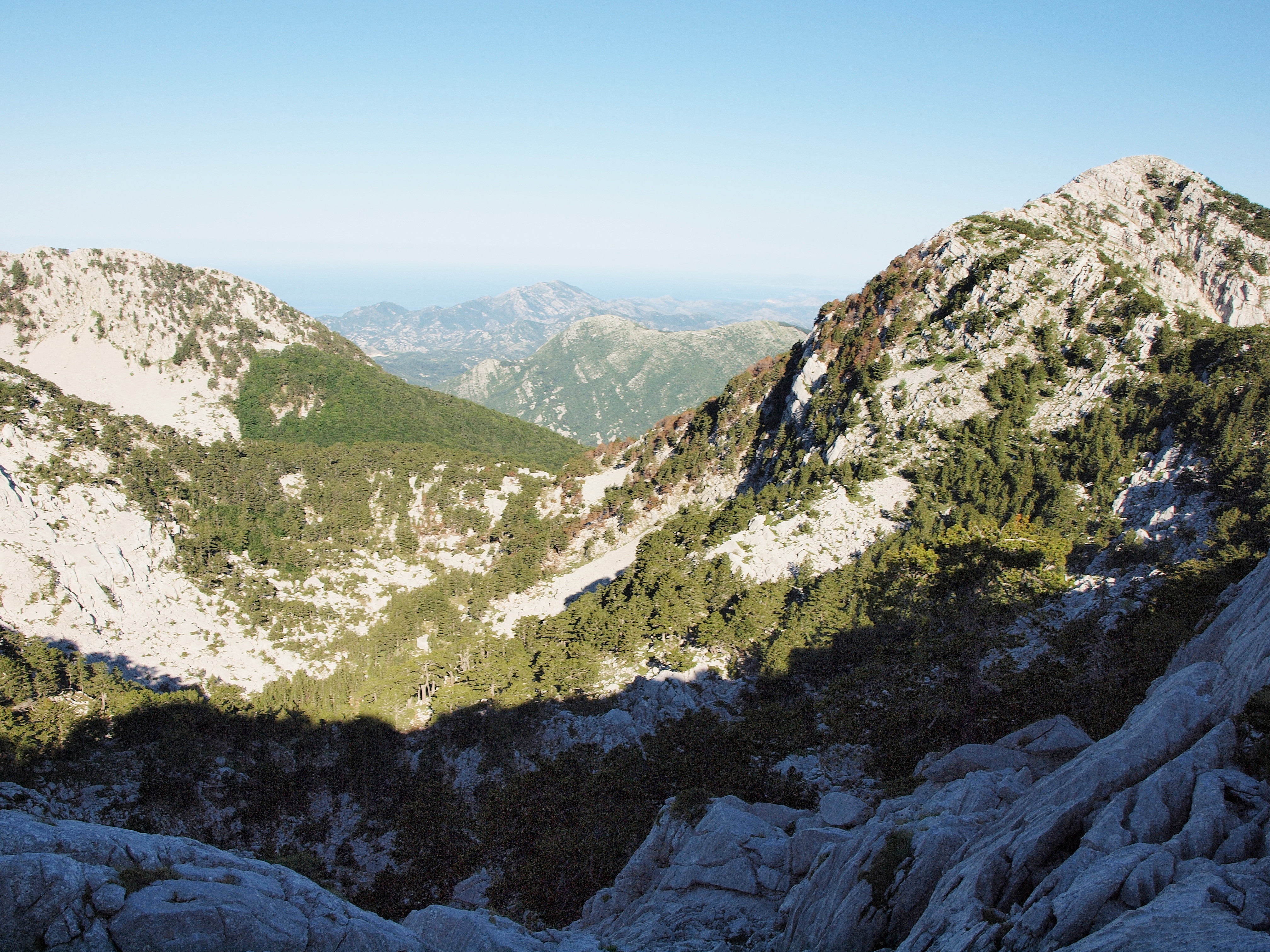
Blick vom Kar Pavlovica zur Adria

### Lage und Topographie
Der Orjen ist das einzige Hochgebirge Dalmatiens. Der Gebirgskörper grenzt sich durch eine eindrucksvolle 800 bis 1300 Meter hohe Steilstufe zum Meer („Megakliff“) und die Glazialprägung des Hochgebirges von der Umgebung ab. Als tektonisch gehobene Bruchscholle überragt der Orjen das 800 bis 900 Meter ü. NN liegende montenegrinisch-herzegowinische Karsthochland zudem um 1000 Meter.
Niederschlags- und reliefbegünstigt war der Orjen ein Zentrum der pleistozänen Vergletscherung der Balkanhalbinsel. Im Stau des Orjen-Gebirges steigt der Jahresniederschlag auf über 5000 mm jährlich an. Dies sind zugleich Europas höchste Niederschlagssummen, die eher für tropische Regenwaldregionen oder dem vom Monsun geprägten Ost-Himalaya typisch sind, als für den sommertrockenen mediterranen Raum. Insbesondere profitiert die Vegetation von den häufigen Niederschlägen, denn selbst großflächige Hochwälder sind auf dem ansonsten trockenen Kalkboden möglich.

### Evolution des Reliefs

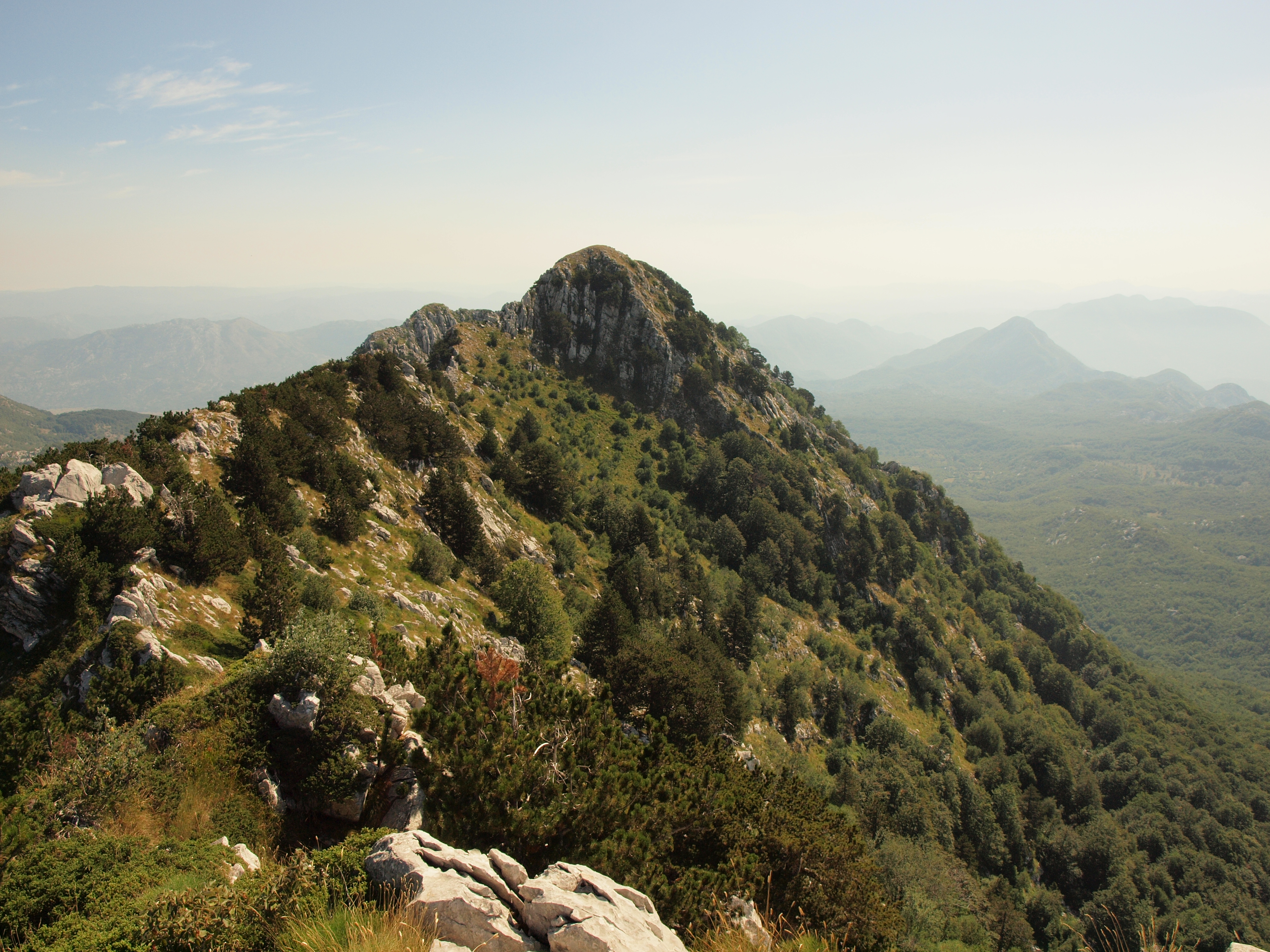
Velje leto vom Pazua-Kamm gesehen

Geomorphologie und morphologische Evolution im Orjen und der Bucht von Kotor haben vielfach Interesse erregt. Die regionale morphologische Charakteristik bestimmt der geologische Bau. Raumzeitlich unterschiedliche Prozesse der geologischen Geschichte wirkten in der Formung des Reliefs, Entwicklung und Effekt kontrollierten endogene neotektonische Bewegungen. Ältere Strukturen prädisponierten diese Bewegungen – die regionalen Decken. Die zentrale Zone vom Orjen wurde dabei relativ gehoben, die Küste gesenkt. Größte Hebungsraten erfährt das Gebiet vom Orjen, mit 6 mm/a.
Im Würm und wahrscheinlich auch im Riss bildete sich eine lokale Gebirgsvergletscherung. Als Prädisposition fungierte das durch Karstprozesse zu Beginn der Risseiszeit inaktive fluviale Ausgangsrelief.

### Geologie
Montenegro ist in vier stratigraphisch-geologische Zonen eingeteilt. Über zwei Drittel Montenegros gehören dabei zum Karst. Die tektonischen Einheiten der Küste gehören dem neotektonisch aktiven Bereich an, was zu Katastrophen-Erdbeben führte (1556, 1666, 1979 – 7,0 auf der Richterskala). Geologisch kennzeichnend sind die mindestens 4,3 Kilometer mächtigen kreide- und jurazeitlichen Kalke. Aufgrund der Eintönigkeit der massigen mesozoischen Kalke und der hohen Niederschlagssummen ist die Region extrem verkarstet.
Der Orjen liegt in einer neotektonisch aktiven Zone die durch den Rand der Adriatischen Platte sowie die Überschiebung der Hochkarst-Decke über den schmalen Flyschbereich der Budva-Cukali Zone geprägt ist. Die Budva-Cukali Zone trennt dabei die beiden Karbonatplattform der äußersten Dalmatinische Zone von der etwas weiter innen liegenden Hochkarst-Decke. Die Zentrale Zone der Hochkarst-Decke wird durch einförmige Karbonate der Kreide bis Tertiär gebildet. Westlich der zentralen Zone bildet der Graben von Grab eine markante meridionale Störung. Von Nord nach Süd verläuft eine weitere Störung die südlich des Grahovo Polje und westlich des Dragaljsko Polje bis in die Bay von Risan und weiter bis Tivat verfolgt werden kann. Somit liegen alle Poljen im Orjen an diesen beiden Störungen. Die Nördliche Zone überschiebt sich an der Störung über die zentrale Zone. Für die nördliche Zone ist Dolomitgestein charakteristisch. Diese bedingen ein ruhigeres, weniger stark verkarstetes Relief. Im Einschnitt der Nudoljska reka ist hier auch der einzige aktive Fluss im Orjen ausgebildet.
Tektonisch und geomorphologisch ausgeprägt ist der Kontrast zur tief an den Rand der Hochkarst-Decke eingemeißelten Bucht von Kotor. An der Grenze dreier geologischer Einheiten von löslichen und unlöslichen Sedimenten ist diese Bucht durch erosive und tektonische Prozesse entstanden. So reicht die Hochkarst-Decke im Bereich der inneren Baien von Risan und Orahovac direkt an die Küste. Der Mittelteil der Bucht von Kotor wird durch stark gefaltete Flyschfazien der Budva-Cukali Zone (Vramac Halbinsel). Nach außen folgt die Dalmatinische Zone. Eine zur Hochkarst-Decke weniger stark verkarstete Karbonatplattform.
Günstigere Verhältnisse herrschen dort, wo wasserhaltende Flysch-Fazies der Trias, Jura, Kreide und des Paläozäns liegen. Sie sind als stark erodierte Reste im Mittelteil der Bucht von Kotor erhalten, wo die kurzen Bäche für Mühlen genutzt werden.
Allgemein zur Geologie des Orjen ist von Antonijević, Pavić und Karović die Geologische Basiskarte Kotor (K34-50, Maßstab 1:100.000) erarbeitet worden.

#### Strukturgeologie
Der Gebirgsraum des Orjen liegt an der frontalen Subduktionszone der Adriatischen Platte unter die Hochkarst-Decke. Die schmalen geologischen Einheiten die vor der Hochkarstdecke liegen, Pinuds-Cukali Zone und Dalmatinische Zone sind daher stark eingeengt. Während die Dalmatinische Zone noch aus Karbonaten des Mesozoikums aufgebaut ist, so wird die Pindus-Cukali Zone durch megelige Kalksteine sowie Flysch geprägt. Der geologische Wechsel zur Hochkarst-Decke ist sowohl topographisch als auch hydrographisch markant. Die Hochkarst-Decke steigt in einer 1000 m hohen Stufe abrupt auf. Sie ist hier überwiegend durch eintönige Kalksteine und Dolomitsteine der Oberen Kreide (Cenoman und Turon) gegliedert. Die stark gefalteten, nur dünn geschichteten Kalksteine haben zumeist mergelige Schichten. Diese sind an der Buganja greda sowie der Gnjila greda durch Kalkschuttfluren, die insbesondere nordseitig auftreten, besonders auffällig. Massive kreidezeitliche Kalksteine kommen am Vučji zub und der Reovačka greda vor. In der Regel kann ein Einfallen der Kalkschichten von 45° beobachtet werden. Im Gripfelaufbau der Subra liegen horizontal geschichtete massige Kalksteine. Sie sind Grundlage der hohen und eindrucksvollen Subra-Ostwand. Im sanften Jastrebica-Kamm liegen dünn geschichtete, saiger stehende Kalksteine, durch Glazialerosion entstanden auf der Jastrebica alpine Korridore.
Allgemein sind die kreidezeitlichen Karbonatserien im Orjen sehr viel stärker gefaltet als es die jurazeitlichen Kalksteine im benachbarte abgerundeten Lovčen oder etwa im Velebit sind. Da diese massiven jurazeitlichen Karbonate wenig geschichtet sind, wurden sie viel weniger stark gefaltet.
Im Westen, Osten und Norden ist der Orjen durch Verwerfungen eingegrenzt. Die Gräben von Grab und Risan liegen transversal zur Streichrichtung der geologischen Schichten. Beide Gräben treten topographisch markant in Erscheinung. Strukturgeologisch haben sie zur Bildung der Struktur-Poljen von Dubrava, Dragalj und Grahovo beigetragen. Die Poljen selbst wurden Quartär durch flufioglaziale, limnoglaziale und im Falle des Dragalj polje auch durch Moränenablagerungen verfüllt.
Neogene Ablagerungen liegen als periglaziale Kalkschuttfluren an Nordhängen des Orjen. Sie treten insbesondere um Zubački kabao, Buganja greda, Borovik, Goliševac und Jastrebica auf. Lineare Schuttströme entstanden durch Lawinenbahnen. Sie können auf dem Südhang der Velika Jastrebica wie dem Südhang der Reovačka greda beobachtet werden. Aktuelle periglaziale Prozesse der Flächenabtragung und periglazialer Schuttbildung finden am Nordhang der Velika Jastrebica statt. Durch hohe Durchfeuchtung und starker Solifluktion ist der beobachtete Prozess hier rezent einen im Mittelmeerraum seltene Erscheinung. Im Orjen wird diese Bildung nur an der Velika Jastrebica zu beobachten.

#### Quartärgeologie

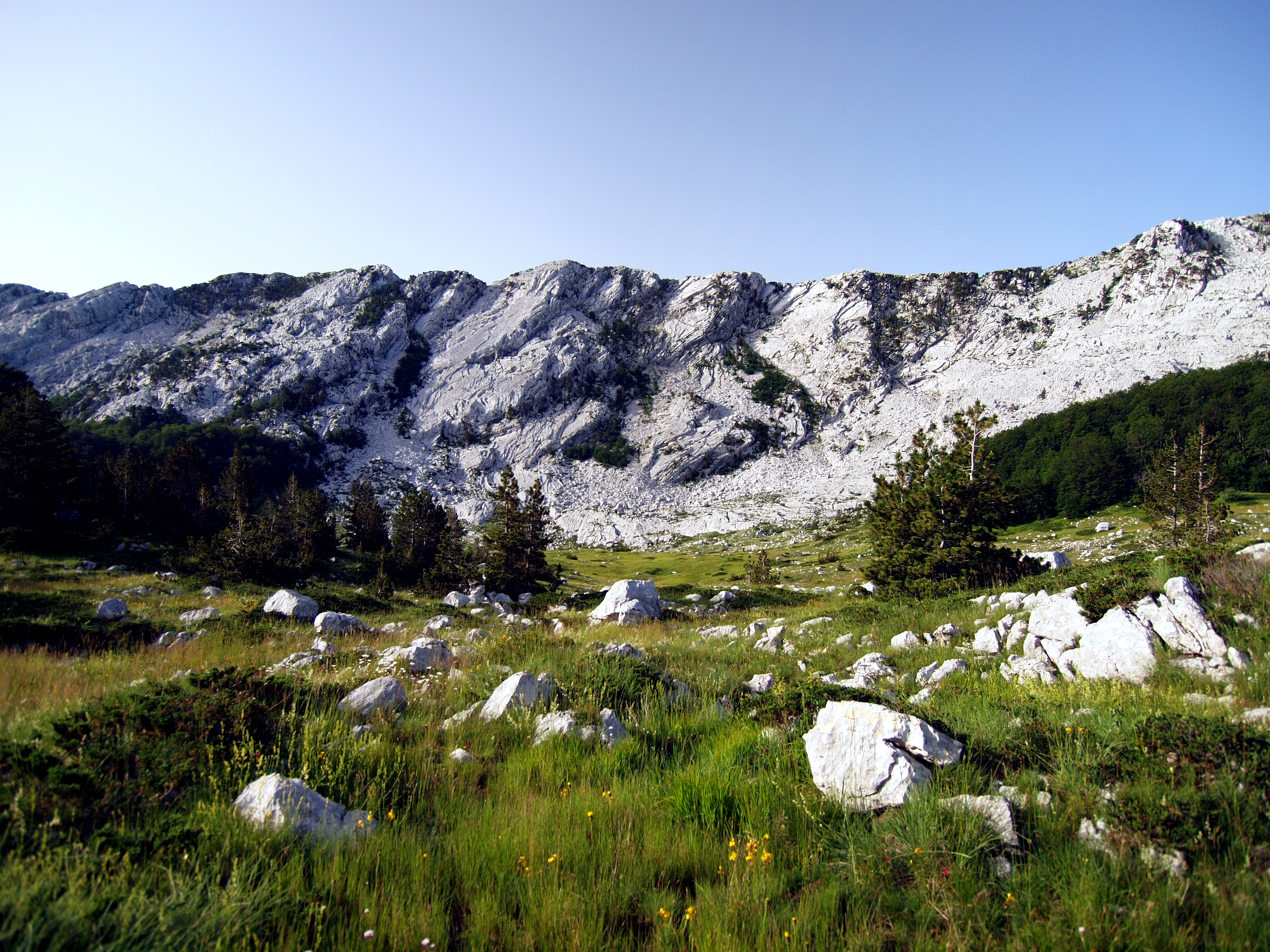
Paleodoline Borovi do in der Bijela gora

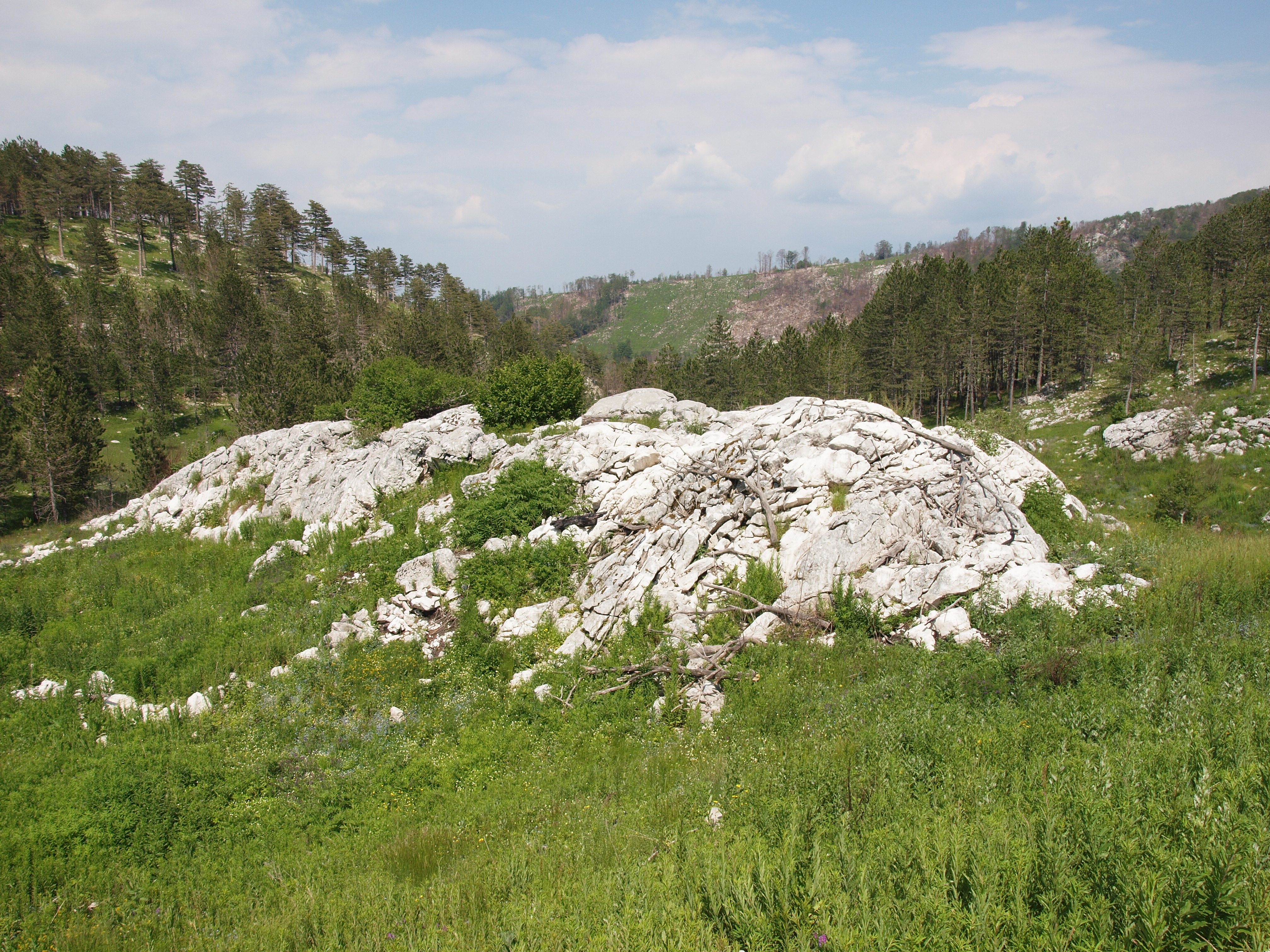
Rundhöcker im ehemaligen Zungenbecken eines pleistozänen Gletschers in der Bijela gora bei Jarčište

Die quartären Sedimente wurden insbesondere in der Mittleren Eiszeit in Form von mächtigen Endmoränen abgelagert. Sie liegen auf allen Seiten des Orjen und können selbst auf der Südseite bei Herceg Novi bis unter 600 m ü.NN verfolgt werden. Besonders eindrucksvoll ist die terminale Stauchmoräne von Ubli am Ausgang des Dobri do sowie die Moränen im Grahovo polje wie die mächtige Seitenmoräne des Gvozd in der Bijela gora. Die Moränen von Crkvice sind besonders gut zu erreichen und haben schon Albrecht Penck 1899 zur Erkenntnis gebracht, dass hier eine eindrucksvolle eiszeitliche Vergletscherung stattgefunden haben muss.
Die pleistozäne würmzeitliche Vergletscherung im Orjen war in Art und Intensität für ein mediterranes Gebirge ungewöhnlich. So nimmt der Orjen auch eine prominente Rolle in der Quartärforschung der Dinariden ein. Albrecht Penck entdeckte 1899 zusammen mit William Morris Davis diese Glazialspuren. Sie waren zugleich die ersten Spuren einer massiven würmzeitlichen Vergletscherung der Balkanhalbinsel:
„Danach haben wir es in der Krivošije mit den Spuren eines 5 bis 10 km langen, 3,5 bis 5,5 km breiten Gletschers von mindestens 35 km² zu thun, der sich an den Ostabfall lehnte und nahezu bis an den Rand der Bocche reichte. Die mittlere Höhe der Umrahmung seines Einzugsgebietes, im Norden durch den Kamm der Pazua, im Süden durch die Crljena greda, im Westen durch den Orjen gebildet ist höchstens 1650 m, und wenn sein Ende mit rund 800 m angenommen wird, so würde, falls das von Höfer angegebene Verfahren zur Berechnung der Höhe der Schneegrenze als Mittelhöhe von Gletscherumrahmung und Gletscherende hier zutreffen sollte, die Höhe der eiszeitlichen Firnlinie zu wenig über 1200 m ergeben.“
Später beschrieb Jovan Cvijić die glazialen Serie an der Ostabdachung der Krivošije:
„Ein Gletscher kam aus dem riesigen glazialen Nährgebiet der Pazua und reichte zum Grunde der Nordseite des Dragalj Poljes. Die Endmoräne entwickelt sich treppenartig vom Polje Dvrsno und läßt sich einige Kilometer verfolgen. Sie ist über dem Grund des Poljes 140 m hoch und aus Kalkblöcken und Stücken, unter denen viele kantige und scharfe sind, aufgebaut. An der Moräne setzt ein gewaltiger fluvioglazialer Schuttkegel an; Kies und Sand bedeckt fast den ganzen Grund vom Dorf Dragalj im NO zum Dorf Paljkovca im SW. Hier mischen sie sich mit dem fluvioglazialen Schuttkegel eines weiteren Gletschers, der vom höchsten Berg des Orjens nach Dvrsno hinabkam und oberhalb des Poljenrandes stehen blieb.“
Talgletscher (3 bis 9 km lang) und zwei Plateaugletscher, von denen zehn Zungen ausgingen, reichten zum eiszeitlichen Maximalstand bis auf 500 bis 1000 Meter hinab. Dabei sind unterschiedliche Schätzungen über die maximal vergletscherte Fläche, die zwischen 89 km², 102,5 km² und 109 km² angegeben wurde, gemacht worden. Neue Erkenntnisse zeigen aber das diese tatsächlich bis 150 km² betragen haben dürfte.
Dabei hat sich auch gezeigt, dass der Orjen in der Würm-Eiszeit mehrfach vereist war. Drei unterschiedliche Eisstände zeigen, wie dies analog in benachbarten Gebirgen des Mediterrans festgestellt wurde, dass hier auch in der letzten Eiszeit das Klima stärkeren Schwankungen ausgesetzt war.
Eine Besonderheit im Glazialrelief des Orjens ist das Verhältnis der Glazialerosion zum primären Karstrelief. Dies veranlasste schon Jovan Cvijić, einen eigenen Gletschertypus, den Karst-Gletscher, zu beschreiben, der als Typus mit Gletschern im Dachstein und Wetterstein zu vergleichen gewesen ist. Mit am typischsten entwickelt waren diese auf den Kalkhochflächen der Bijela-gora und Krivošije des Orjens.
Talgletscher alpinen Typs gab es aber an der Westseite des Orjens. Das glaziale Kar von Pavolvica do (1570 m) zwischen Zubački kabao (1894 m) und Buganja greda (1849 m) hat eine eindrückliche gestufte Kartreppe und ist durch die hohen umschließenden Wände und seine sehr schönen Wannenform besonders eindrucksvoll. Der größte eiszeitliche Talgletscher im Orjen (9 km lang, 20 km² Fläche) entwickelte sich im Trogtal von Dobri do. Mit seiner Umrahmung kann die maximale ehemalige Gletschermächtigkeit hier auf 400 Meter geschätzt werden. Die eiszeitliche Schneegrenze wird mit 1200 bis 1300 Meter im Orjen besonders niedrig angenommen. Im Vergleich zu viel massiveren Gebirgen der Dinariden wies der Orjen mit die ausgeprägteste Vergletscherung der Balkanhalbinsel auf.

### Geomorphologie

#### Karst

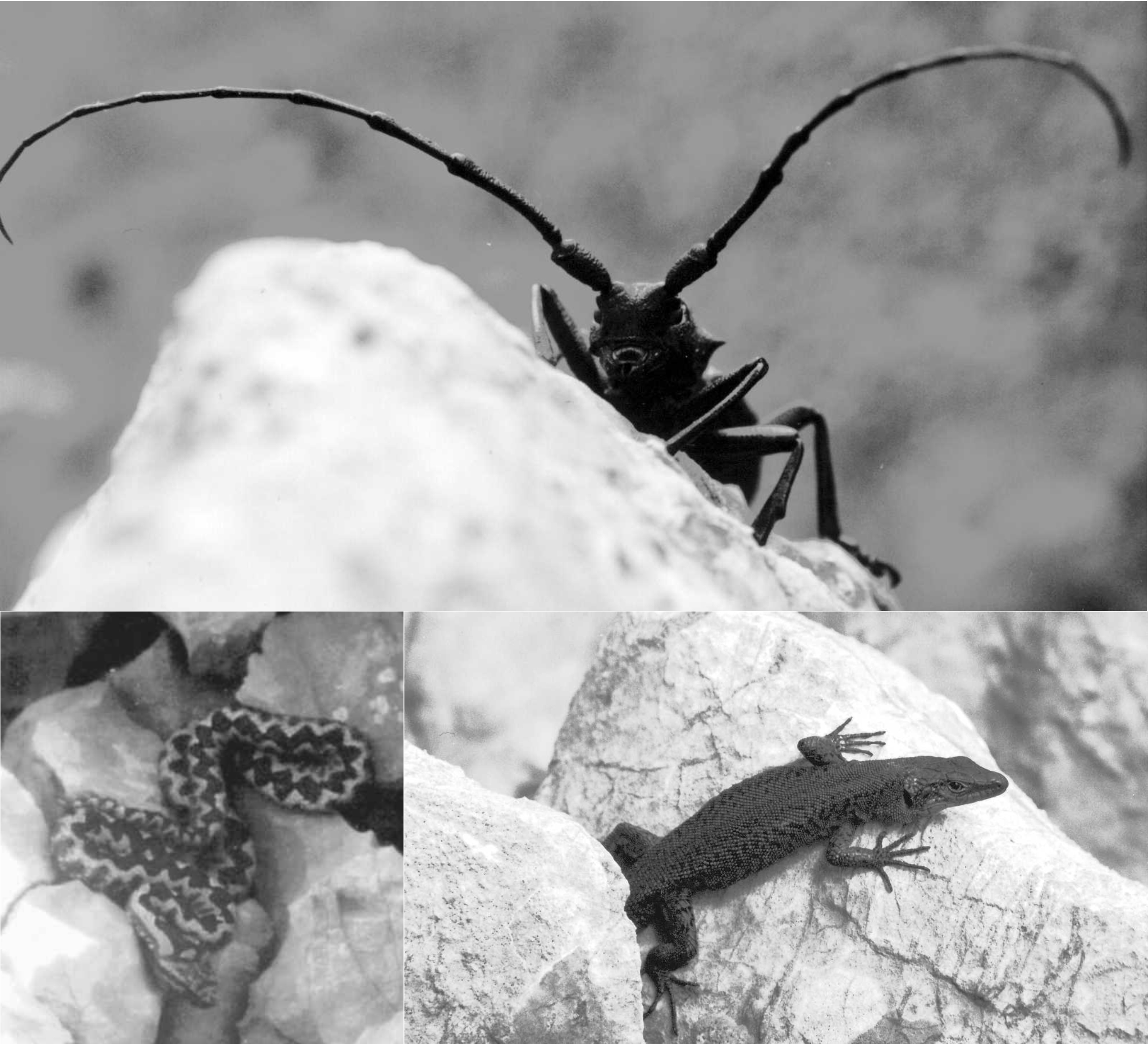
Endemische Karstfauna: Kleiner Eichenbock, Mosoreidechse, Europäische Hornotter

Die aktive Evolution des Karstreliefs ist von Temperatur, Lithologie, Vegetation und Verfügbarkeit von Wasser abhängig. Davon hängt die Höhenverbreitung der Karstformen ab. Der Bereich des Orjens wird zum stark entwickelten Holokarst gestellt. Dieser Terminus basiert auf dem Fehlen fluvialer Formen. Geologisch sind mächtige Massenkalke Voraussetzung. Das Begriffspaar „Holokarst-Merokarst“ hat das Fundament für klimatische Variationen der Karstphänomene gelegt. Holokarst ist subtropisch und tropisch, Merokarst temperat verbreitet (in Deutschland die Schwäbische Alb).
Jovan Cvijić sieht den montenegrinisch-herzegowinischen Hochkarst als ausgebildetsten Karst in Europa an: „Es gibt keinen tieferen und entwickelteren Karst als diesen herzegowinisch-montenegrinischen zwischen der unteren Neretva, Skutarisee und Adriatischem Meer. Nicht ein Tropfen Wasser fließt oberflächlich ab, sondern alles versinkt in Schloten, Ponoren Klüften und Vertiefungen.“
Starke tektonische Bewegungen verbunden mit extremer Verkarstung haben auch das einzige ursprüngliche große Abflusssystem, die Bokeljska reka, zerstört (im Unterlauf noch durch die Bucht von Kotor zu rekonstruieren).

### Klima

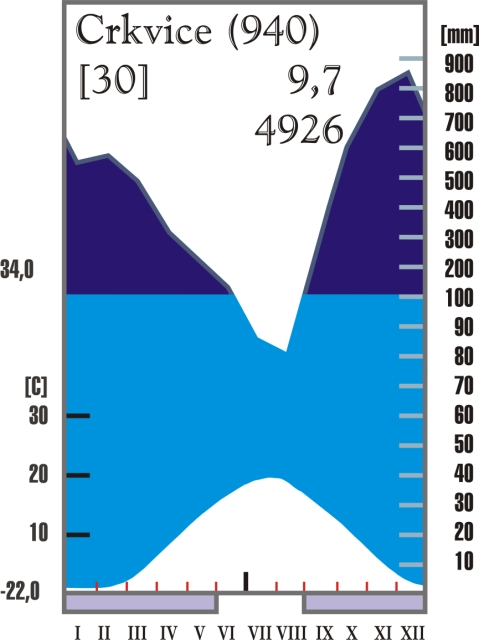
Klimadiagramm aus dem Orjen

Auf der besonderen ortsgebundenen Wirkung der Hochkarstzone Montenegros und der vorgelagerten Adria geht in mehrfacher Weise eine nachhaltige Wirkung auf die lokale und regionale Klimatologie im Orjen aus. Einerseits stellt der Orjen in seiner klimatologischen Funktion eine wirksame Barriere und effektive Klimascheide zwischen der mediterranen Zone und dem gemäßigt kontinentalen inländischen Zone, zum anderen resultiert aus dem Steilrelief und dem dadurch erzwungenen Aufgleiten feuchter Warmluftmassen des Mittelmeeres eine Labilisierung der Luft über dem Orjenplateau, was in seiner Konsequenz hier zu den höchsten Niederschlagsmittelwerten in Europa beiträgt.
Aus den daraus resultierenden extremen jährlichen durchschnittlichen Niederschlagsmengen, die zwischen 3000 und 8000 mm betragen können, hat sich hier auch der Untertyp einer speziellen perhumiden südadriatischen Klimavariante ausgebildet. Dabei fallen die Hauptniederschlagszeiten in den Spätherbst und Hochwinter. Im November und Dezember wurden Starkregenereignisse mit Tageshöchstwerten von 480 mm und maximale Monatssummen über 2000 mm gemessen.
Daraus abgeleitet sind auch die Schneefälle im Orjen beträchtlich und die Aperzeit dauert oft bis in die letzte Dekade des Juni. Lawinenabgänge, die aus den reichen Schneemassen und den warmen Luftströmungen des Mittelmeeres resultieren, wurden im Tal des Dobri do an der Südabdachung der Velika Jastrebica wie auch auf der Nordabdachung der Reovačcka greda beobachtet.
An der klimatologischen Messstation Crkvice wurde seit Ende der 1880er Jahre mit klimatologischen Aufzeichnungen begonnen. Bis heute besteht in Fortführung der Station Crkvice im Ort Malo Polje eine damit über 100 Jahre protokollierte Erfassung der klimatologischen Kennwerte des Gebirges. Weitere Stationen sind in den umgebenden Orten eingerichtet, von denen dabei die Messstationen in Trebinje und Herceg Novi auch amtliche klimatologische Hauptmessstationen sind.
In der Tabelle sind die klimatischen Kennwerte der Station Crkvice wiedergegeben.
|                       | Jan  | Feb  | Mär  | Apr  | Mai  | Jun  | Jul  | Aug  | Sep  | Okt  | Nov  | Dez  |   |      |
| Mittl. Tagesmax. (°C) | 4,9  | 5,5  | 8,1  | 12,0 | 16,8 | 20,5 | 23,8 | 23,9 | 20,3 | 16,0 | 10,4 | 6,5  | ⌀ | 14,1 |
| Mittl. Tagesmin. (°C) | −3,2 | −2,6 | −0,3 | 3,4  | 7,3  | 10,1 | 12,4 | 12,2 | 9,6  | 5,7  | 2,0  | −1,5 | ⌀ | 4,6  |
|                       |      |      |      |      |      |      |      |      |      |      |      |      |   |      |
| Niederschlag (mm)     | 584  | 474  | 507  | 386  | 204  | 134  | 74   | 142  | 256  | 499  | 720  | 642  | Σ | 4622 |

| −3,2 |

| −2,6 |

| −0,3 |

| 3,4 |

| 7,3 |

| 10,1 |

| 12,4 |

| 12,2 |

| 9,6 |

| 5,7 |

| 2,0 |

| −1,5 |

| −3,2 |

| −2,6 |

| −0,3 |

| 3,4 |

| 7,3 |

| 10,1 |

| 12,4 |

| 12,2 |

| 9,6 |

| 5,7 |

| 2,0 |

| −1,5 |

* Nach der Köppenschen effektiven Klimaklassifikation gehören die montenegrinischen Küstengebirge zum Klimatyp Cs′′b (s′′ doppelte winterliche Regenzeit). Der besondere Charakter der mediterranen Bergstation Crkvice im Orjen wird durch den Klimatyp Cfsb (fs ohne sommerliche Trockenheit). In der Bucht von Kotor ist durch die stärkere sommerliche Trockenheit der Klimatyp Cs′′a gebildet.
Da auch die Niederschläge im Sommer nicht selten sind, bleibt die für das mediterrane Klima charakteristische sommerliche Trockenperiode aus und wird von einer Halbtrockenzeit geprägt.
Das perhumide Subtropenklima der Bucht von Kotor (Montenegro) stellt eine der wenigen mediterranen Übergangsregionen zum Lorbeerwaldklima im Mittelmeerraum dar. Gebirge differenzieren sich davon vor allem thermisch, da im Winter Frost und Schneereichtum charakteristisch sind. Periodische Kaltlufteinbrüche, die auf dem Ablassen polarer Kaltluft über die Dinariden in die Adria durch heftige Bora-Fallwinde im Winter auftreten, bedingen eine Strukturänderung der Vegetation, die vom Aussehen an eine Garigue floristisch aber durch frostharte Elemente charakterisiert wird.

### Niederschlag

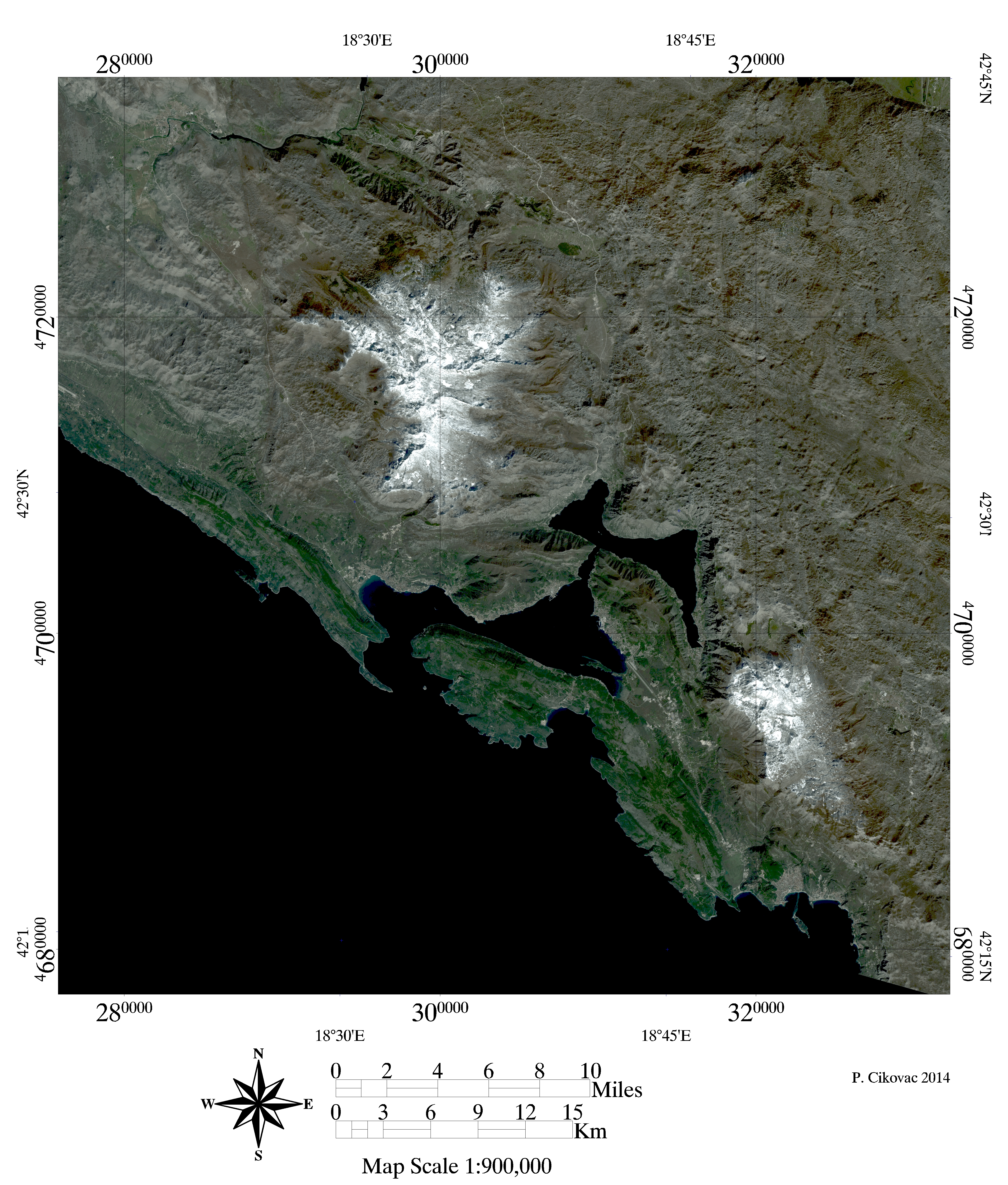
An der montenegrinischen Küste ist das überflutete Karst-Trockental der Bucht von Kotor über 1000 m in die Hochkarstzone eingeschnitten. Im Orjen Gebirge ist trotz des Extremkarstes eine Wolkenwaldstufe mit dichten Tannen-Buchenwäldern sowie subalpinen Schlangenhaut-Kiefernwäldern auf Standorten des Glaziokarstes ausgebildet. Selbst das vereinzeltes Auftreten des an die Wasserversorgung anspruchsvollen Griechischem Ahorns wird in glazialen Karen durch Schneeretension ermöglicht

Da die Region den regenbringenden mediterranen Zyklonen zugekehrt ist, kommt es im Luv der Dinariden zur Hebung feucht-maritimer Luftmassen, die tropische Niederschlagswerte und Intensitäten verursachen. Der Gebirgsrücken der Bucht von Kotor erreicht maximale Werte. Bei 129 Regentagen treten große Intensitäten auf, die zu kräftigen Sturzfluten führen können. Maximale Tageswerte sind 480 mm (21. November 1937).
Für Hochlagen bedeuten wasserdampfgesättigte Warmluftmassen ergiebige Schneefälle. An der Küste treten Schneeperioden an 2 bis 10 Tagen im Jahr auf, Crkvice (940 m) hat im Durchschnitt 70 Tage. In der oromediterranen Stufe (1000 bis 1900 m) dauert die Schneedecke dann mindestens zwei Monate. Die höchste Schneedecke eines Winters betrug hier 164 cm (1965), die niedrigste 24 cm (1975).
An der Küste bleibt Schnee nur episodisch länger liegen. Ungewöhnlich mutet aber die Situation in Risan an. Im schneereichen Winter 1965 fielen hier 93 cm Neuschnee, der sich neun Tage lang hielt. 1983 war bei 19 Schneefall-Tagen an 43 Tagen eine durchgehende Schneedecke vorhanden. Die episodischen Schneefälle in der Bucht von Kotor führen nur im innersten, abgeschirmten Winkel der Bucht von Risan zu länger anhaltenden Schneedecken, da hier eine Einbruchstraße kontinentaler Kaltluft besteht, die in Form orkanartiger kalter Bora im Winter in die Bucht einfällt.
* Mittlere monatliche und jährliche Regenmengen [mm] in Dalmatien, der Herzegowina und Montenegro

## Biologie

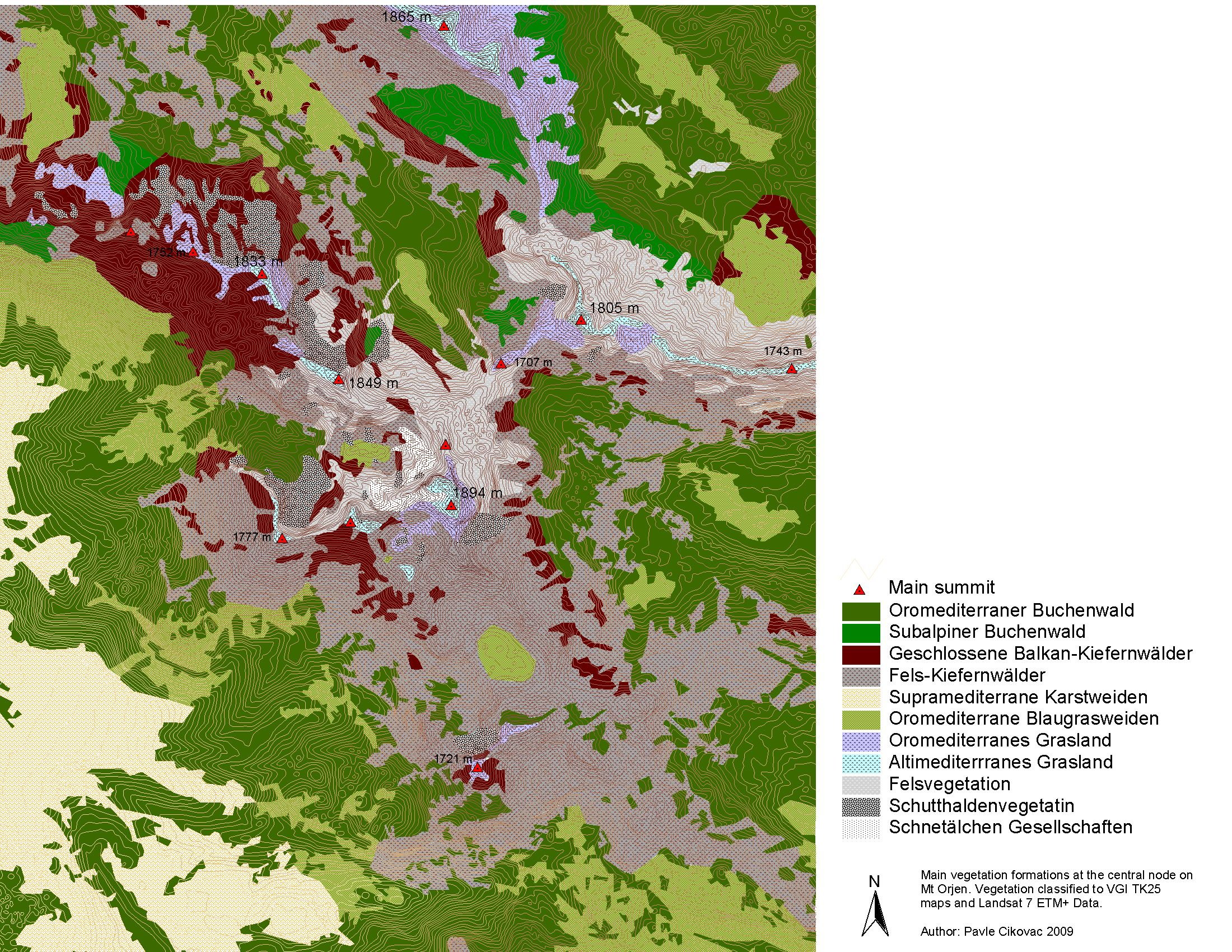
Vegetationskarte mit Wald und Offenlandvegetation

### Habitate
Der Orjen ist ein Karst-Hochgebirge der durch galziokarstige sowie karstiglaziale Landschaften geprägt ist. Glaziokarst-Landschaften sind durch ein welliges Fels-Relief, karstiglaziale Landschaften durch Hochgebirgsrelief und hervorstechende gravitative Reliefprozessen sowie durch periglazialen und glazialen Formenschatz gekennzeichnet. Die Lebensräume im Orjen werden zudem durch die tiefen und breiten Trockentäler, den Dolovi sowie Plateaus gekennzeichnet, die von steilen Graten und zugespitzten Gipfeln begrenzt werden. Für alle Habitate im Orjen gilt ihre Wasserarmut, an keiner Stelle hat sich daher eine Feuchtvegetation entwickeln können. Den Orjen kennzeichnen damit überwiegend Trockenwälder oder zumindest wärmeliebende Typen von Laub- und Nadelwäldern. Die offene Vegetation an Felsen und Schutthängen wird durch gänzlich trockenheitsresistente und artenreiche oromediterrane Vegetationsgesellschaften aufgebaut. Damit unterscheidet sich die Vegetation im Orjen von anderen Gebirgen in Montenegro durch stärker an Trockenheit angepasste Formationen und zahlenmäßig hervortretende mediterrane Arten.
Ein hervorstechendes Merkmal des Lebensraums des Orjens ist der Reichtum der mediterranen Flora. Schon 1664 bemerkte dies der bedeutende osmanische Reiseschriftsteller Evlija Tschelebis:
„Das gesamte Wasser der Stadt Herceg Novi kommt vom Hochgebirgsplateau der Karlice (türk. Orjen), auf der man Sommers wie Winters Schnee und Eisberge sehen kann. Auf allen Seiten umgibt uns ein mannigfaltiges Blumenmeer, aus dem ein wunderbarer Duft emporsteigt, der die Sinne benommen macht. Unsere Pferde haben sich an verschiedenartigen Blumen sattgegessen und dabei dick wie Elefanten geworden. Kurz gesagt, wir haben es uns gut gehen lassen und blieben auf dieser Gebirgshochebene zwei Tage und zwei Nächte.“

### Flora

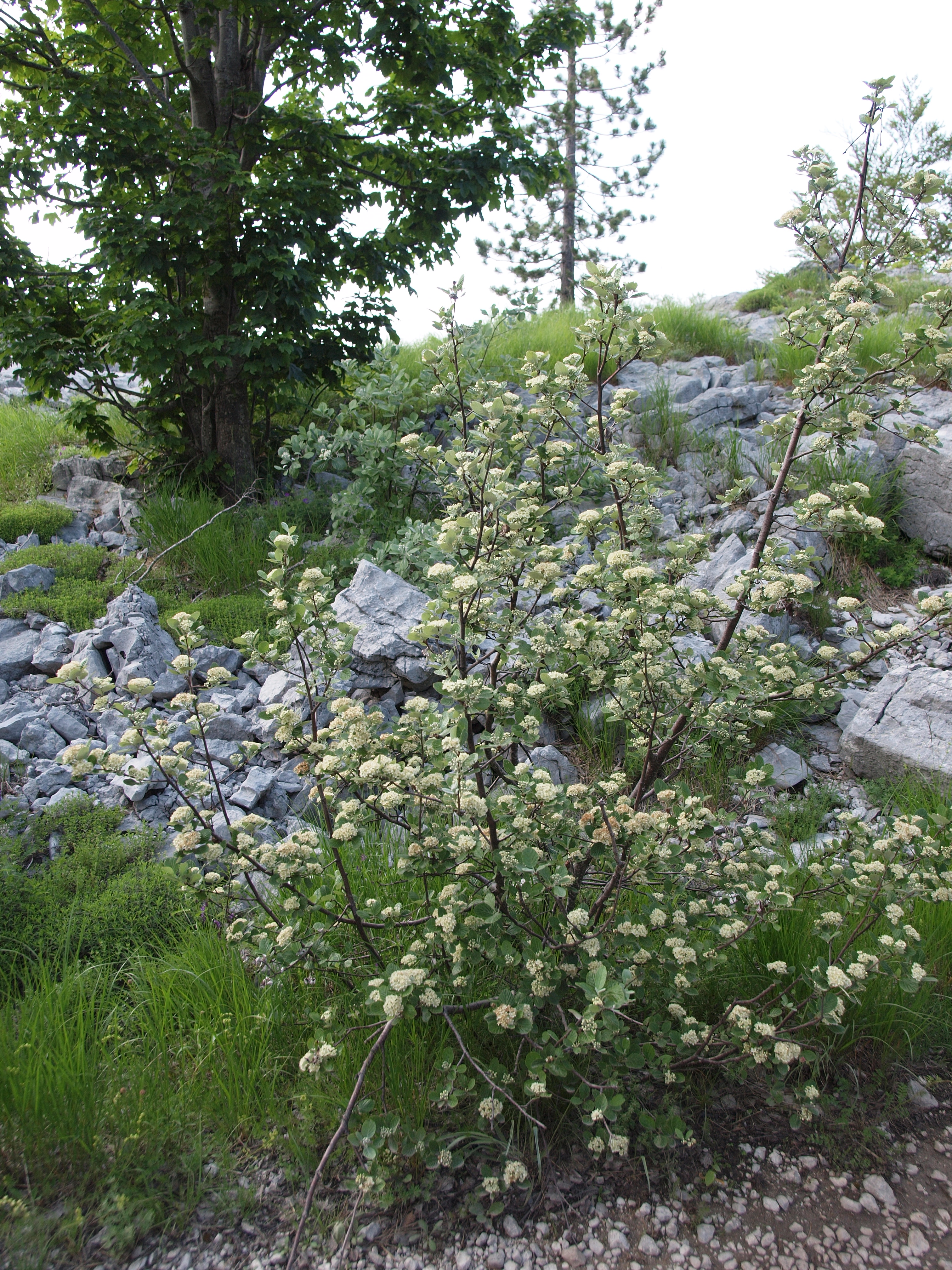
Orjen-Schneeball (Viburnum maculatum)

In der Flora im Orjen sind sogenannte illyrische Charakterarten bestimmend. Darunter fallen viele endemische Arten. Neben der Schlangenhaut-Kiefer (Pinus heldreichii) sind Griechischer Ahorn (Acer heldreichii), Krim-Pfingstrose (Paeonia daurica) sowie auf Felsen wachsende Arten wie Dinarische Akelei (Aqulegia dinarica), Felsen-Moltkie (Moltkia petraea), Neumayer-Krugfrucht (Amphoricarpos neumayerianus), Klebrige Heckenkirsche (Lonicera glutinosa), Orjen-Schneeball (Viburnum maculatum) sowie die Angenehme Akelei (Aquilegia grata) hervorzuheben.
Die oromediterrane Stufe wird von den Blaugrässern Sesleria robusta geprägt, wind ausgesetzte Standorte von Sesleria juncifolia. Hier finden sich auch zahlreiche Endemiten, z. B. die Orjen-Schwertlilie – Iris orjenii sowie die Veilchenart Viola chelmea ssp. vratnikensis (syn. Viola vilaensis) oder die Dinarische Akelei (Aquilegia dinarica).
Beachtenswert sind zahlreiche Frühlingsblumen, darunter Crocus dalmaticus, Crocus tommasinianus sowie der im Orjen stets weißblütige Crocus vernus (forma albiflorus), der noch bis 1800 m Höhe aufsteigt. Hinzu noch die Zarte Schachbrettblume (Fritillaria messanensis subsp. gracilis) sowie die Weinbergs-Traubenhyazinthe (Muscari neglectum). Aufsehen erregend war die dalmatinische Form des Türkenbundes. Ihr Vorkommen, vom österreichischen Hofgarteninspektor im Oberen Belvedere in Wien, Franz de Paula Maly 1864 bestätigt, veranlasste 1874 Maximilian Leichtlin eine eigene Expedition in den Orjen für die gewerbliche Sammlung von Zwiebeln zu unternehmen. Leichtlin bot diese den englischen Gartenvereinen umgehend an. Die außergewöhnlich burgunderfarbene Lilium martagon var. cattaniae (vormals Lilium dalmaticum) fand in England im ausgehenden 19. Jahrhundert viele Freunde. Unter anderem fertigte der bedeutende englische Lithograph Walter Hood Fitch 1874 sowie 1880 zwei Tafeln der Pflanze an.
Felsstandorte der Waldstufe sind durch den Dinarischen Karst-Blockhalden-Tannenwald und Schlangenhaut-Kiefer-Offenwälder gepragt. Mit den hier vorkommenden artenreichen Kalkmagerrasen Arten sind sie durch ihre hohe Biodiversitat gekennzeichnete Biotope. Alte tertiäre Relikte sind in der Baumflora zahlreich. Unter anderen Baumhasel (Corylus colurna), Griechischer Ahorn (Acer heldreichii) und die halbimmergrüne Mazedonische Eiche (Quercus trojana).

### Vegetation

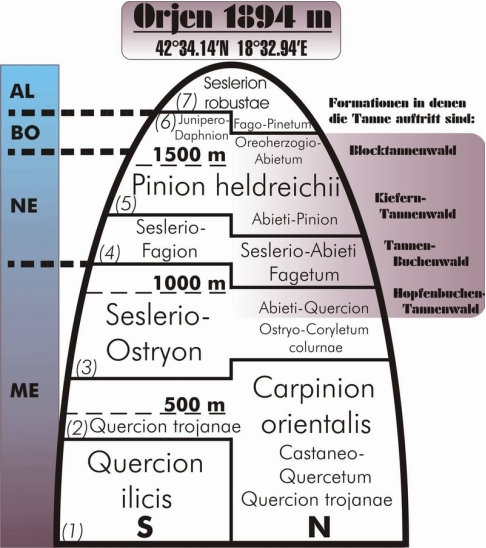
Vegetations-Höhenstufenmodell

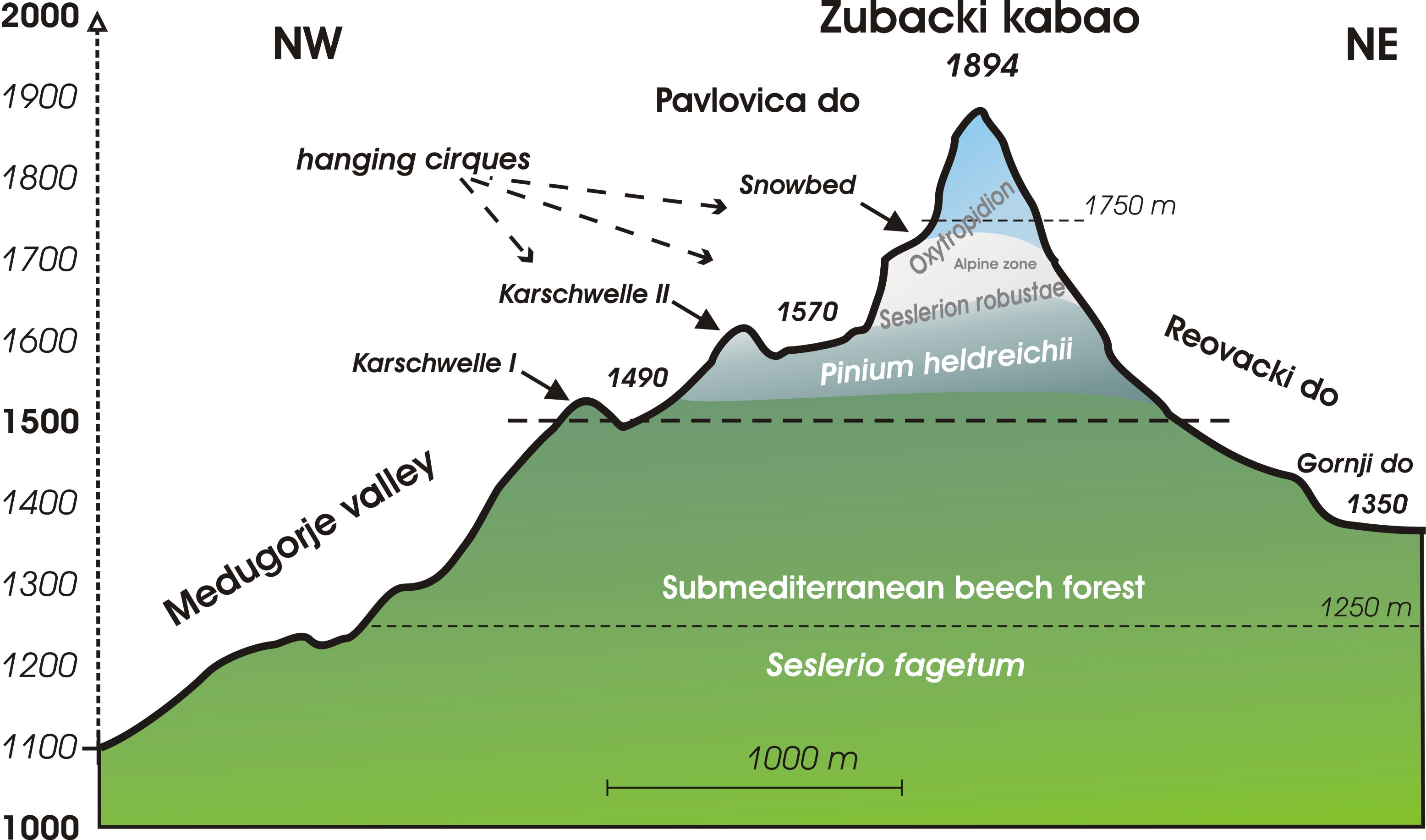
Transekt der Zonen im zentralen Hauptkamm

Die Dinariden sind ökologisch-biogeographisch in alpine und mediterrane Höhenstufen-Typen unterteilt. Im Orjen liegt der mediterrane Stufungstyp vor.
| Höhenstufe        | Höhengürtel | Höhenlage | Beschreibung |
| ----------------- | ----------- | --------- | --- |
| eu-Mediterran     | Tieflage    | 0–400     | Hartlaubvegetation mit Steineiche und Ölbaum. An humiden Stellen Lorbeer-Oleander-Strauchformation. |
| supra-Mediterran  | Mittellage  | 400–1100  | halbimmergrüner Eichenwald mit Mazedonischer Eiche (Quercus trojana) und Orientalische Hainbuche (Carpinus orientalis). Darüber Zerreichen- und Balkaneichenwälder (Quercus frainetto). An feuchten und schattigen Lagen Kastanien-Flaumeichenwälder, sowie wärmeliebende Hopfenbuchen- und Flaumeichenwälder. Als Pionierarten wachsen Weißtanne und Baumhasel auf trockenen und sonnigen Blockhalden. |
| oro-Mediterran    | Mittellage  | 1100–1450 | Wärmeliebender Kalkbuchenwald mit Tanne. An Felspartien trockenheitsliebende Schlangenhaut-Kiefer- und Dinarische Karst-Blockhalden-Tannenwälder zum Teil mit Krim-Pfingstrose. |
| alti-Mediterran   | Hochlage    | 1450–1700 | An der Waldgrenze Rotbuche, Schlangenhaut-Kiefer- und Griechischer Ahorn. Die mediterrane alpine Stufe – altimediterran – wird von trockenen Wacholderheiden sowie mit vielen endemischen Arten (z. B. Iris orjenii, Viola chelmea) bestandenen Sesleria-robusta-Rasengesellschaften geprägt. Auf grobblockigen Geröllen und Felsen Strauchgesellschaften mit chasmophytischen Kalkfelsspalten-Arten (z. B. Bergbohnenkraut, Asplenium trichomanes, Neumayer-Krugfrucht (Amphoricarpos neumayerianus)). |
| kryoro-Mediterran | Hochlage    | 1700–1900 | Eine echte kalt mediterrane klimazonale Stufe ist im höchsten Gebirge der dinarischen Küste nicht entwickelt. Durch hohe Winterniederschläge und stürmische Bora-Gipfelwinde entwickeln sich, unter ausgedehnten Schneelagen Schneetälchen-Gesellschaften mit griechisch-anatolischen, irano-turanischen und armeno-tibetischen Xerophyten. Zu Letzteren gehören die Halbwüsten-Schneetälchen mit vorherrschenden Zwiebelmonokotylen, die an felsige Böden, trockene Sommer und orkanartige Bora- und Scirocco Winde angepasst sind. In feuchteren Steinschutt- und Geröllhalden von Lawinenbahnen und Schneemulden finden sich das zur Ordnung Thlaspietalia gehörende Petastion paradoxi in dem neben dem auffälligen Starren Wurmfarn Dryopteris villarii, Valeriana montana aber auch Muscari neglectum häufig sind. |

- Im Orjen ist damit der Typ der mediterranen Höhenstufe entwickelt, der sich vom alpinen Typus durch hohen Endemitenreichtum und den geringeren Anteil an arkto-alpinen Arten unterscheidet.

#### Waldvegetation
Die Waldvegetation der wärmeliebenden Blaugras-Buchenwäldern ist reich an illyrischen Kennarten wie Agrimonia agrimoniodes, Prenanthes purpurea und Anemona apennina. In kälteliebenden subalpinen Buchenwäldern stellt sich der Griechische Ahorn ein. Dieser ist wie die hier schon vereinzelt vorkommende Schlangenhaut-Kiefer ein Tertiäres Relikt. Daneben werden die mesophilen sauren subalpinen Buchenwälder durch Pyrola uniflora sowie Asarum europaeum gekennzeichnet.
Auf initialen Rohböden, Blockhalden und in Felswänden kommt die Panzer-Kiefer vollends zur Herrschaft. Der urtümliche Eindruck von Panzerkiefern-Wäldern wird durch lückigen Bestand und zerzausten Baumkronen der oft jahrhundertealten Bäume unterstrichen. Diese Offenwälder lassen viele Lichtpflanzen sowie Zwiebel-Monokotyle aufkommen. Charakteristisch sind Fritillaria messanensis ssp. gracilis, Muscari botryoides, Cheironia lakusicii sowie Peucedanum longifolium sowie andere. Charakteristisch ist zudem Sesleria robusta die zu Fels- und Schuttvegetation überleitet.
Neben Panzer-Kiefer und Buche finden sich auch noch Weißtannen im Gebirge. Diese sind an humide und kühle Standorte gebunden und nur an Nordhängen im Orjens anzutreffen. Die Baum-Hasel kennzeichnet schließlich die offenen Karst-Blockhalden Tannenwälder. Diese Dauerpioniergesellschaft reiner Weißtannen-Wälder vermittelt ökologisch zu mediterranen Tannen-Wäldern.
Zu den Pioniergehölzen zählende Weiden (Salix caprea) kommen vereinzelt in Vertiefungen mit höheren Stickstoffgehalten sowie größerer Bodenfeuchte vor. In tieferen montanen Lagen finden sich Teile des Ostryetums. Diese warmen Subtropen-Wälder werden von Ostrya carpinifolia dominiert und zeigen einen besonderen Artenreichtum, unter denen sich viele schon mediterrane Lippenblütler und Orchideen finden.
Unter den seltenen Endemiten treten in einer Vielzahl unterschiedlicher Waldhabitate unter anderen die Angenehme Akelei, die Krim-Pfingstrose und der Dinarische Türkenbund auf.

#### Schutt- und Felsvegetation
Schutt und Felsstandorte nehmen im Orjen bedeutende Areale ein. Hier finden sich auch die zahlenmäßig meisten der seltenen balkanischen Endemiten wie das auf südosteuropäische und kleinasiatische Gebirge beschränkte Veilchen der Serie Eflagelatae – Viola chelmea. In der Felsvegetation sind insbesondere die reliktische Asteraceae der Neumayer-Krugfrucht (Amphoricarpos neumayerianus), an beschatteten Nordhängen der höchsten Gipfel die Dinarischen Akelei (Aquilegia dinarica) sowie an den Felshängen der oro-Mediterranen Stufe die Quendelblättrige Bergminze und das endemische Bergbohnenkraut Satureja horvatii zu erwähnen. Daneben die besonders attraktiven blauen Blüttenteppiche der Felsen-Moltkie (Moltkia petraea), Dinarischer Akelei (Aquilegia dinarica) sowie die Steinbrech-Arten (u. a. Saxifraga frederici-augusti ssp. federici-augusti), und zahlreiche Kreuzblütler, darunter Arabis gracilis und zahlreiche Arten aus den für die Dinariden charakteristischen Gattungen der Büschelglocken (Edraianthus) mit der Quendelblättrige-Büschelglocke (Edraianthus serpyllifolius) sowie Arten der Gattung Campanula. Schuttstandorte sind durch den Starren Wurmfarn, Dinarischer Akelei sowie auf Schneeböden mit Heliosperma pusillum subsp. monachorum, Salix retusa und auf stärker besonnten Halden mit Oxytropis dinarica und Anthyllis vulneraria ssp. pulchella sowie weiteren insbesondere kleinwüchsigen Schuttwanderern geprägt.

#### Oro-mediterrane Matten
Die oro-mediterrane Vegetation ist im Orjen durch zahlreiche Endeme geprägt. Bekannt sind Krokusse, Enziane, Blausterne und Schwertlilien. Dieses sind durch Überdauerungsorgane gut an die trockenen Sommer angepasst. Zu den Zwiebelmonokotylen gehören unter anderem auch die zahlreichen Orchideen. Daneben sind noch Xerophyten durch ledrige Blätter und dichte Blattbehaarung gekennzeichnet.

### Fauna

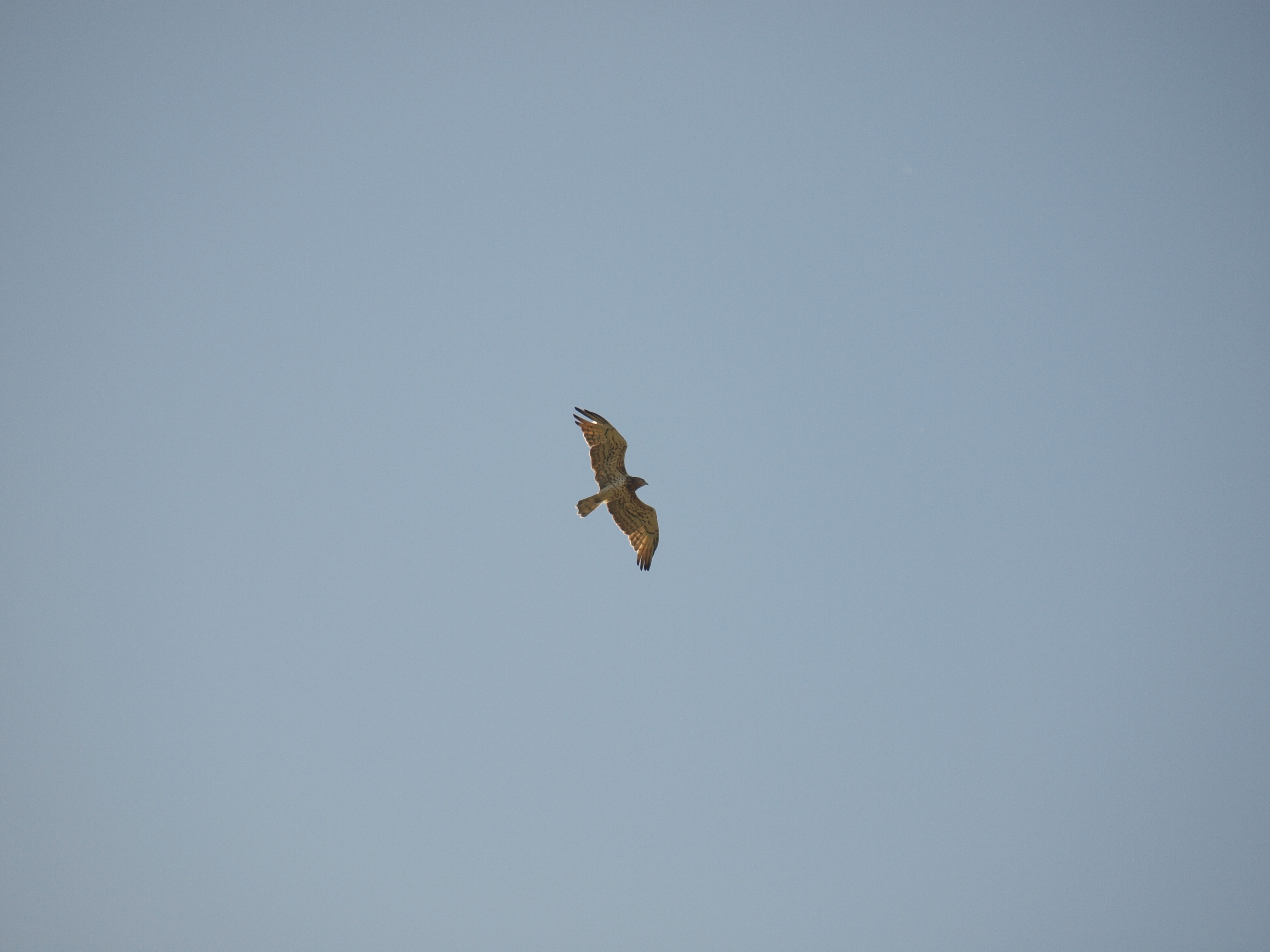
Adulter Schlangenadler in der Bijela gora aufgenommen

Reptilien treten durch eine der ursprünglichsten Halsbandeidechsen, die Mosor-Eidechse Archoelacerta mosorensis selbst auf den höheren Gipfeln und Karst-Blockhalden auf. Häufig ist hier auch die gefürchtete Sandotter (Vipera ammodytes L.). Eine erst 2018 entdeckte Population des Alpensalamander hält sich an den Nord-Hängen der Jastrebica, sie ist innerhalb eines Kaltluftsees mutmaßlich seit Ausgang der Eiszeit reliktisch.
Die Säuger-Fauna ist teils verarmt. Der Naturraum ist, da kaum Wasserstellen auftreten, für größere Säugetiere ungünstig. Aufgrund des starken Jagddrucks ist die Balkanische Gams (Rupicarpa rupicarpa balcanica) als eine der stärksten Gams-Unterarten weit unterhalb ihrer optimal möglichen Anzahl in Steilwänden des Orjen vertreten. Gämsen halten sich nur noch an für Jäger unzugänglichen Stellen auf. Der Europäische Braunbär (Ursus arctos) ist in wenigen Exemplaren im Gebirge unterwegs. Ein Tier ertrank 1975 in einem Brunnen der Bajgorovica, und 1999 wurde ein alter Bär, der eine Kuh gerissen hatte, oberhalb von Risan erlegt.

### Naturschutz
Ein Nationalpark wird seit langem geplant. Die UNESCO erklärte die Natürliche und Kulturhistorische Region von Kotor zum Welterbe. Endemische Formen der Flora und Vegetation wie der Dinarische Karst-Blockhalden-Tannenwald und die Schlangenhaut-Kiefer-Felswälder sind mit ihrer artenreichen Krautflora (zum Beispiel Krim-Pfingstrose), Beispiele für die natürliche Besonderheit des Gebirges, die kaum anderswo in dieser Ausprägung vorkommen.

## Geschichte

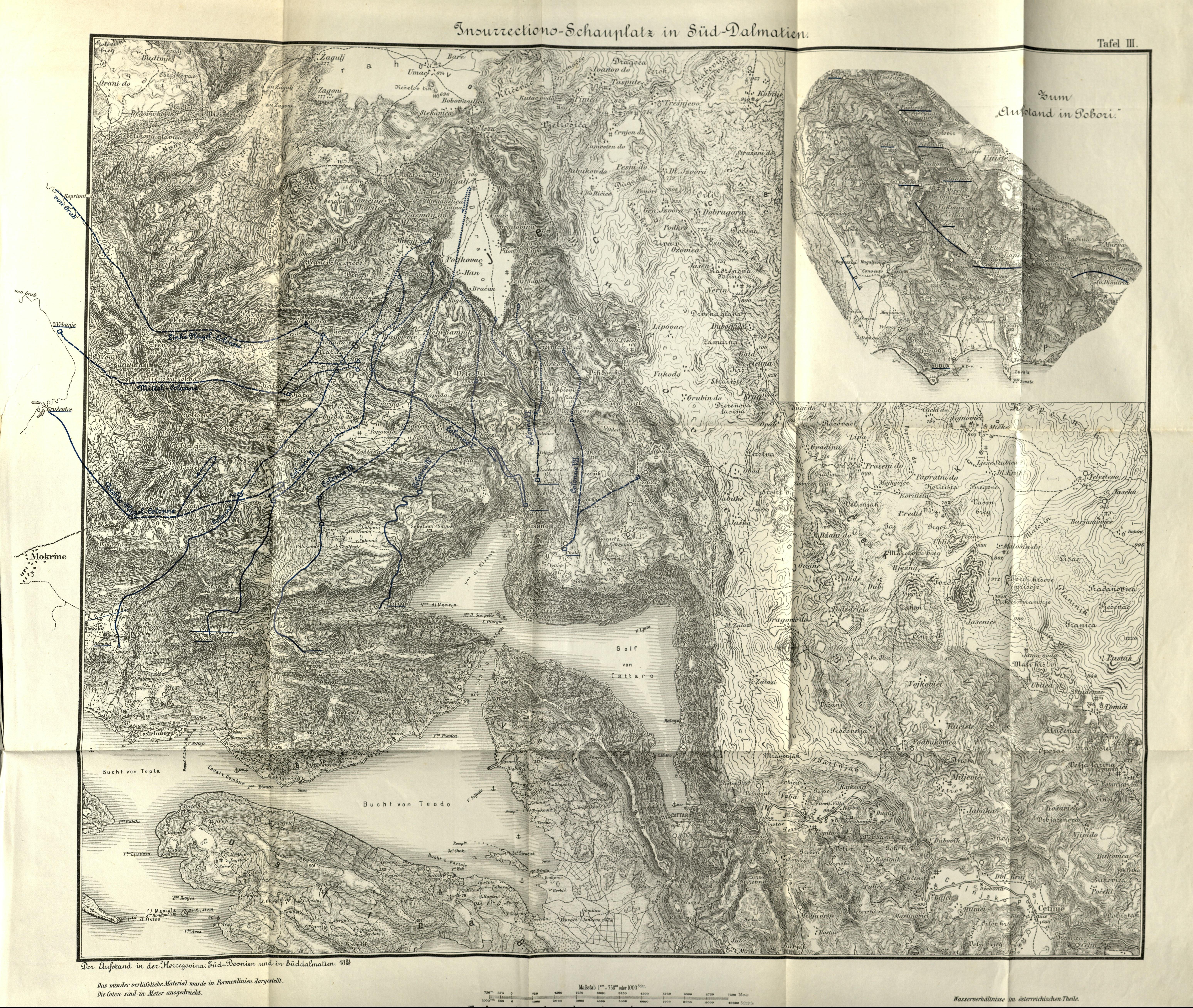
Der zweite montenegrinische Aufstand in der Krivošije führte zu einem Eingreifen des k.k. Militärs. Im Orjen dauerten die Kämpfe zwischen dem 7. März und 10. Mai. Sie kulminierten am 9. u. 10. Mai 1882 im Gefecht am Vučji zub und der Jastrebica.

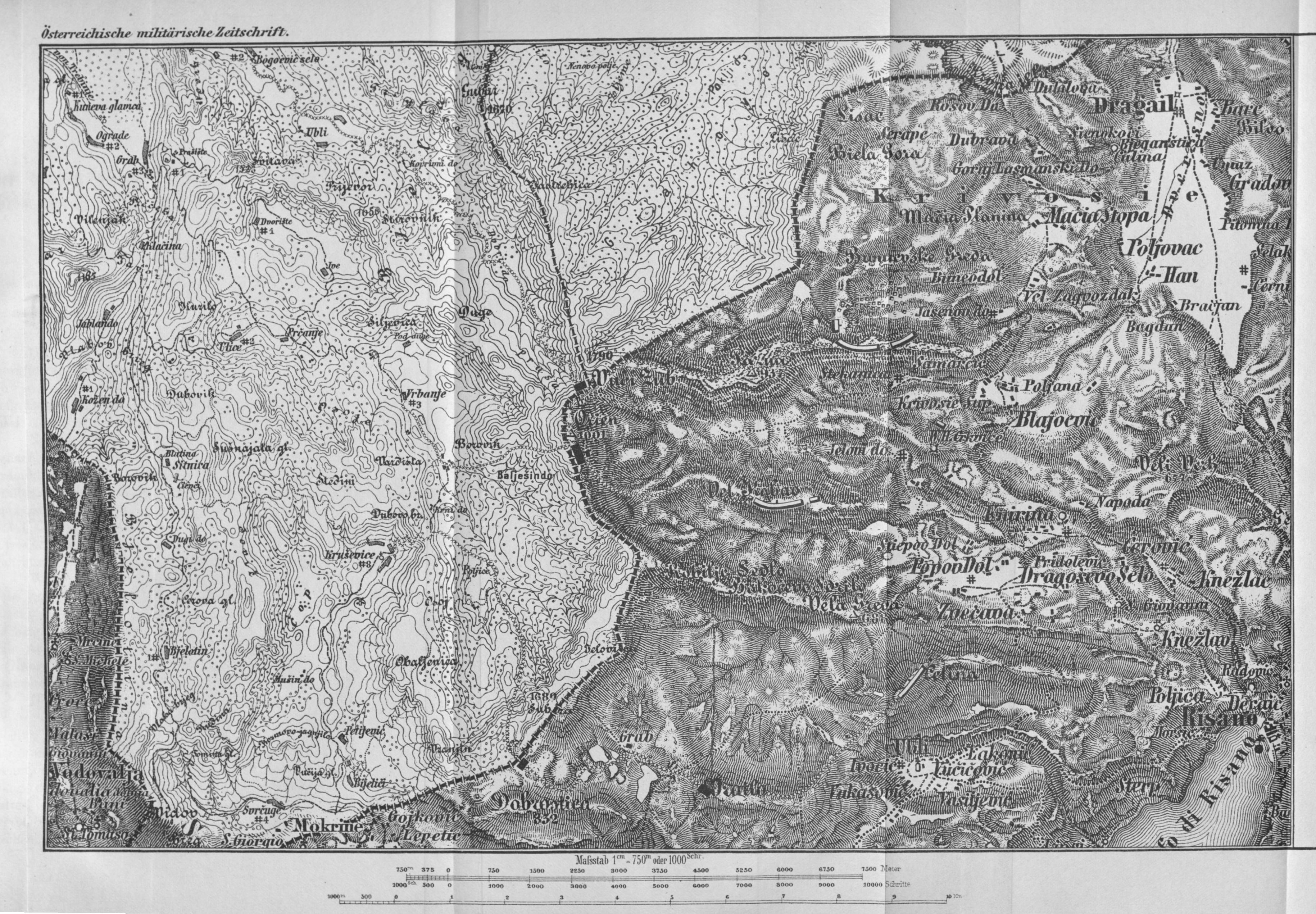
Detailkarte des Orjen: Aufstände 1882

Historisch ist die Besiedlung des Orjen eng an die Bucht von Kotor und damit den mediterranen Kulturkreis Dalmatiens sowie allgemein an die Geschichte des Balkans gebunden. Der historische Abriss bezieht sich, soweit dieser nicht das Schicksal der übrigen Küstenstriche Dalmatiens teilt, im Folgenden auf die Bucht von Kotor.
Menschliche Siedlungstätigkeit lässt sich bis ins Neolithikum zurückverfolgen. Prähistorische Felsbilder mit Darstellung von Jägern und Hirschen finden sich bei Risan. Eine bedeutende neolithische Fundstelle liegt auf herzegowinischer Seite.
Die Illyrer gründeten in Dalmatien im 3. Jh. v. Chr. ein Königreich und Risan wurde unter Königin Teuta Hauptstadt des Ardiäer-Reiches. Seit dem 1. Illyrischen Krieg (229 bis 228 v. Chr.) in Abhängigkeit Roms geratend, kam für den Verwaltungsbezirk 59 v. Chr. die Bezeichnung Illyricum auf, der zur Donau ausgeweitet wurde. Der antike Name der Bucht – Sinus Rhizonicus – verweist auf Risan als zentrale Siedlung. Hier ausgegrabene Bodenmosaiken sind wichtigste römische Funde in Montenegro. Bei der Reichsteilung 395 kam Illyrien zur italienischen Präfektur und teilte das Schicksal des Weströmischen Reiches. 535 unter Justinian I. wiedereingegliedert, verblieb die byzantinische Administration bis 1077.
Südslawische Stämme verdrängten im 7. Jahrhundert die romanisierte Bevölkerung, und erst die Makedonische Dynastie erreichte im Thema Dalmatia (869) wieder eine Kontrolle der Küste. Die konkurrierende Missionsarbeit der Zeit wirkt in der Teilung von Katholiken und Orthodoxen bis heute nach. Die erste historische Erwähnung Kotors fällt in die Periode Basileios I. (867–886). Nach Basileios II. (976–1025) erstarkten lokale Fürstentümer, und die Region zwischen Ragusa und Cattaro wurde Keimzelle des serbischen Nationalstaates. Von 1185 bis 1371 Teil der Nemanjiden-Dynastie, erlangte Kotor unter Zar Stefan Uroš IV. Dušan (1332–1355) ein überragendes Ansehen als wichtiger Handelsort (der Bergbau erlebt eine große Blüte) und als Kunstzentrum (Gold-, Silberschmiede, Ikonen-, Freskomalerei, Architektur) des Reiches.
Mit der osmanischen Invasion verloren alle christlichen Staaten des Balkans die Eigenstaatlichkeit. Das unzugängliche Fürstentum Montenegro, nominell 1499 dem Osmanischen Reich eingegliedert, sowie Ragusa bewahrten ihre Autonomie. Venedig übernahm 1420 die Kontrolle der dalmatinischen Hafenstädte außer Ragusa, während die Türken im Inneren der Halbinsel ihre Herrschaft ausbauten. Als Herceg Novi und Risan in türkische Hand fielen, war die Bucht von Kotor in einen osmanischen und venezianischen Teil geteilt. Ab 1481 wurde der Orjen osmanisch verwaltet. 1688 verdrängte Venedig die Türken endgültig aus ihren dalmatinischen Besitzungen und hielt sich bis 1797. Während der napoleonischen Kriege wechselten sich Österreich-Ungarn, Russland, Frankreich und wieder Österreich-Ungarn in rascher Folge als Herren der Bucht ab.
Mit der Neuordnung des Wiener Kongresses wurde Dalmatien als Königreich Bestandteil der Österreichisch-Ungarischen Monarchie (1814–1918) und Kotor zu einem stark befestigten Kriegshafen ausgebaut. Bis 1878 verlief die Militärgrenze über die Jastrebica und Bijela gora. Das spätere Königreich Jugoslawien sicherte sich 1920 die Region, die 1945 in die Republik Montenegro eingegliedert wurde.
Mit 70 Prozent städtischer Bevölkerung ist die Bucht von Kotor die am meisten urbanisierte Region Montenegros. 1981 lebten nur noch 2 % der Bevölkerung von der Landwirtschaft. Im Zensus von 1981 hatten sich von 53.000 Einwohnern der Bucht 60 % als orthodoxe (Montenegriner und Serben), 20 % als Jugoslawen und 20 % als Kroaten bezeichnet.

### Siedlungsstruktur und traditionelle Viehwirtschaft des Balkans

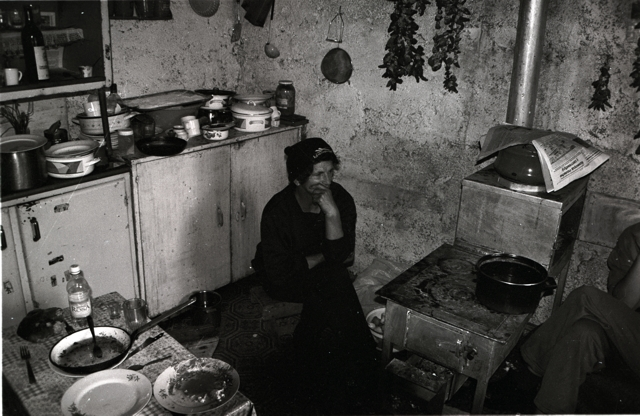
Hirtenhütte im Orjen. Getrocknete Pilze hängen an den Wänden

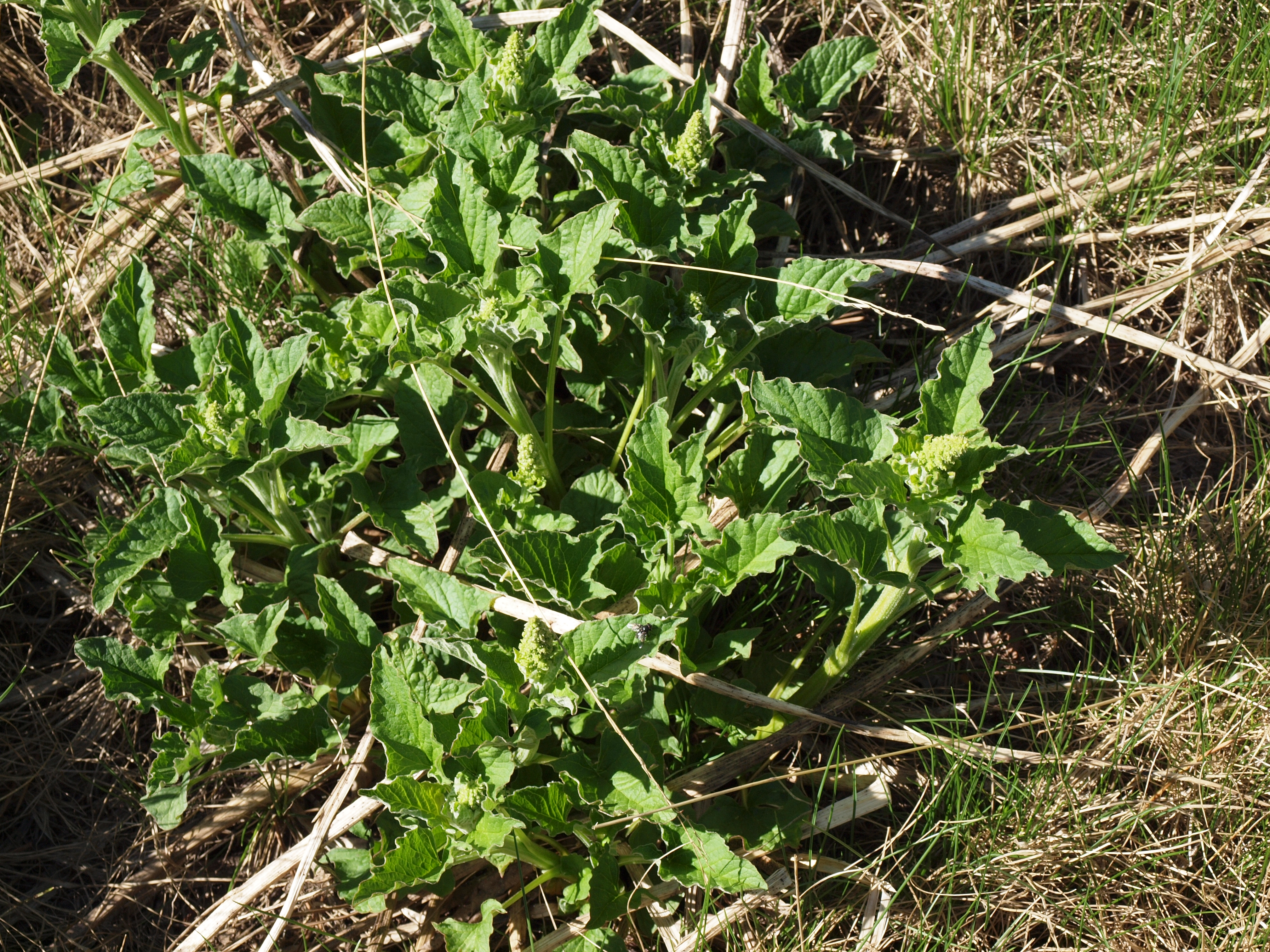
Als Stickstoffzeiger siedelt der Gute Heinrich im Orjen an Orten, wo Wildlager bestehen oder Viehzucht betrieben wird

Die bis in die Antike zurückgreifende Entwicklungsgeschichte der Viehwirtschaft in seinen Erscheinungen und Auswirkungen auf den Naturraum Südosteuropas zu beleuchten, stellt ein kaum zu lösendes Problem dar. Die speziellen naturräumlichen Bedingungen des dinarischen Karstes erschweren zudem eine Beurteilung der durch die übermäßige Weidenutzung der seit historischen Zeiten im dinarischen Gebirgsraum nachweisbaren Herdenviehzucht aufgetretenen Flurschäden. Heute ist intensive Herdenhaltung im Karst nur selten zu finden. Die sehr anspruchsvollen Voraussetzungen haben hier am ehesten zu einer Aufgabe traditioneller Wirtschaftsformen und letztlich dem Abwandern der Bevölkerung geführt. An die naturräumliche Ausstattung angepasste Weideformen entwickelten sich durch Fernweidewirtschaft, Nomadismus und Almwirtschaft. Daneben beeinflussten soziale, politische und wirtschaftliche Entwicklungen in starkem Maße die Erscheinungen der Viehwirtschaft.
Die natürlichen Gegebenheiten ausnützend, prägte das auf Viehzucht bezogene, kulturelle Verhalten der Balkanvölker einheitlich deren soziale und kulturelle Entwicklung. Ein Nebeneinander, zum Teil in unmittelbarer Nachbarschaft, und die enge Verflechtung der verschiedenen weidewirtschaftlichen Formen hat eine differenzierte Raumausnutzung geschaffen, die auch auf ethnischen Besonderheiten fußte. Die Aromunen (serb. Tsintsaren), überwiegend südlich der Donau verbreitet, galten als prinzipielle Vertreter einer nomadischen Volksgruppe. Sie spielten im Fernhandel der Balkanhalbinsel im 19. Jh. eine wichtige Rolle. Nomadische Wanderungen waren noch bis zum Ersten Weltkrieg weit verbreitet. Die Herausbildung der Nationalstaaten aus der „Konkursmasse“ des Osmanischen Reiches nach dem Berliner Kongress 1878 und den Balkankriegen 1912/13, verlangte eine Umstellung der innerhalb des osmanischen Reiches durch keinerlei Territorialgrenzen gehemmten Fernweidewirtschaft.
Herdenwanderungen zwischen Sommerweiden im Prokletije und Winterweiden, an die jeweiligen politischen Realitäten und agrarischen Entwicklungen angepasst, erfolgten beispielsweise zu den Save-Niederungen, dem albanischen Tiefland, der Kampania von Thessaloniki, der Morava-Niederung und der Metohija. Letztlich wurden solche Herdenwanderungen mit Wanderwegen von bis zu 300 km Luftlinie durch Umstellung auf Almwirtschaft aufgegeben.
Die Grenze der ursprünglichen Herdenwanderungen reichte nordwärts nach Herzegowina, Montenegro, Metohija (Kosovo), Südserbien und Bulgarien südlich des Balkangebirges. Nur in Regionen, deren Agrarwirtschaft aufgrund der Naturraumausstattung für kaum eine andere Wirtschaftsform geeignet ist, konnte sich die Herdenwanderung länger halten. So waren in der Herzegowina noch nach dem Zweiten Weltkrieg Formen der Transhumanz und Fernweidewirtschaft festzustellen. Kontinentale Gebiete der Dinariden sind dem Bereich der alpinen Almwirtschaft zuzurechnen (Slowenien, Gorski Kotar, Bosanska Krajina, Zentralbosnien, Sandžak, Nordmontenegro und Westserbien). Formen der mediterranen Almwirtschaft finden sich im Velebit, der Herzegowina und Westmontenegro.
Der Orjen war ein traditionelles Ziel der Weidenomaden, und noch in den Jahren vor dem Zweiten Weltkrieg war Herdenwanderung hier verbreitet. Heute sind die wenigen Hirten sesshaft. Sie haben ihre Sommerweiden vor allem in der Bijela gora. Hier treffen sich die Mitglieder der Clans zu einem alljährlichen sommerlichen Fest im August, an dem traditionelle Lieder und Tänze aufgeführt werden. Eines der Lieder besingt dabei die Tannen der Bijela gora.

## Aktivitäten
Bergwandern, alpines Bergsteigen, Mountainbiken sowie interessante, der Kultur der dinarischen Bergbevölkerung gewidmete Besuche sind im Orjen möglich.

### Wandern

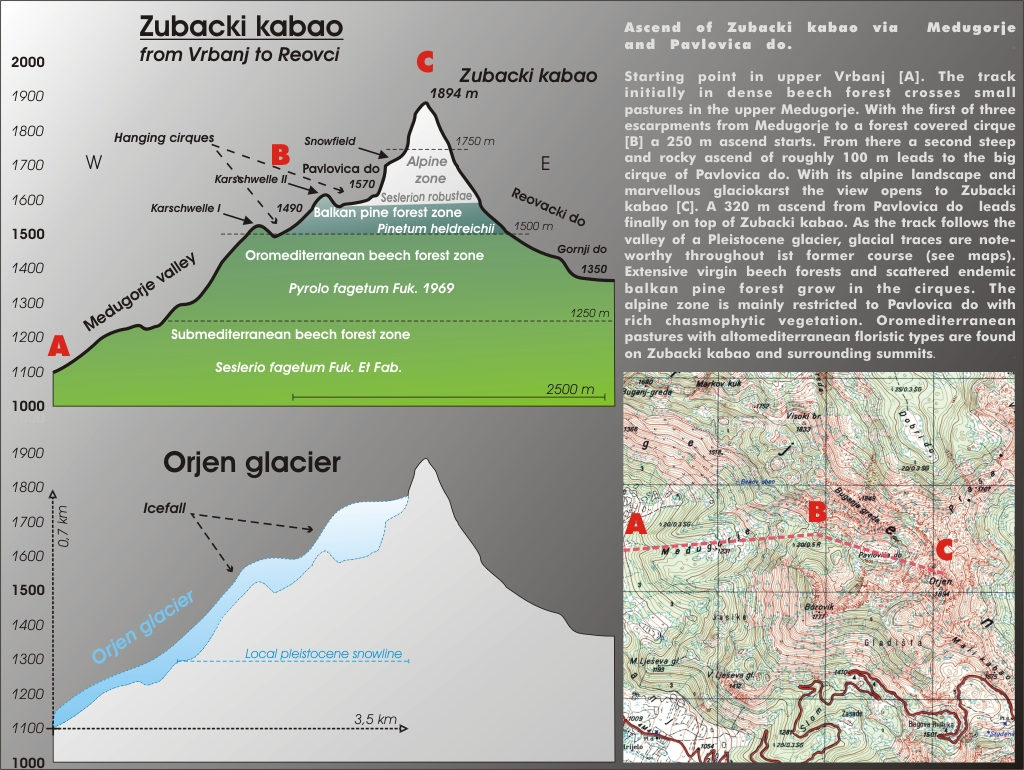
Aufstieg auf den Zubački kabao über die Westseite

Routen werden vom Alpinclub in Herceg Novi gepflegt. Die meisten Touren liegen im Bereich der Berghütten Vratlo (1160 m) und Orjensattel (1594 m). 40 km markierter Wege existieren im Orjen und verbinden die schönsten Gipfel.
Besonders schöne Wanderungen führen um den Zubački kabao, der mit unberührter Natur, darunter einige der letzten Urwälder Dalmatiens, alle Vegetationstypen aufweist. Im Pavlovica do sind schöne Felsformationen, Naturbrücken und tiefe Schächte in einem spektakulären Ambiente vereint. Ein Aufstieg auf den Zubacki kabao durch das unberührte Međugorje-Tal weist zwar einige schwierigere Felspartien auf, doch ist nirgends eine alpine Ausrüstung nötig.
In der weitläufigen Bijela gora sind längere Touren möglich. Allerdings ist die Versorgung mit Wasser schwierig. Campen ist in diesem Gebiet kein Problem. Geeignete Standorte sind die Hochtäler wie Borovi do, Pirina poljana und die Kantuniste.
Jedes Jahr im Mai wird der so genannte Orjen-Marathon ausgetragen.

### Alpines Bergsteigen
Verschiedene alpine Klettermöglichkeiten bestehen im Orjen. Bekannt ist die 500 m hohe Wand im Subra-Amphitheater.

### Sommer-Aktivitäten
- Backpacking – zwischen April und September.
- Mountainbiking – auf lokalen Transport- und Verbindungswegen im Gebirge.
- Schwimmen – schöne Strände in der Bucht von Kotor.
- Orjen marathon – jährlich stattfindender Event auf Subra 1679 m und Zubački kabao 1894 m

### Winter-Aktivitäten
Der Orjen ist im Winter größtenteils unzugänglich. Trotzdem werden jedes Jahr einige Winterbesteigungen durchgeführt. Skigebiete finden sich am Orjenpass (1594 m).
- Ski – am Orjenpass, keine Lifte.
- Jagd – vor allem Steinhuhn.

## Referenzen
- Miroslav Marković 1976: Geomorfološka karta Orjena. In: Prvi Jugoslovenski Simpozijum o Geomorfološkom Kartiranju, Geografski Institut Jovan Cvijić, Zbornik radova 27: 101-110 (PDF).
- Pavle Cikovac: Soziologie und standortbedingte Verbreitung tannenreicher Wälder im Orjen-Gebirge – Montenegro. Diplomarbeit an der LMU, Geographische Fakultät, München (2003).PDF
- Kathryn R. Adamson, James C. Woodward, Phil D. Hughes 2016: Middle Pleistocene glacial outwash in poljes of the Dinaric karst. Geological Society of America, Special Papers, 516, 247-262 (PDF)
- Phil D. Hughes, Jamie C. Woodward, J.C., P. C. van Calsteren, L. E. Thomas, Kathryn R. Adamson 2010: Pleistocene ice caps on the coastal mountains of the Adriatic Sea. Quaternary Science Reviews, 2010; 29(27-28):3690-3708
- Paul Friedrich August Ascherson: Der Berg Orjen an der Bocche di Cattaro. – In: Zeit. Ges. Erdk., 3, S. 319–336, Berlin. (1868) (PDF)
- Paul Ascherson: Beitrag zur Flora Dalmatiens. Öster. Bot. Zeitschr. Bd. 19, S. 65–70. (1869)
- Josef Pančić 1875: Botanische Bereisung von Montenegro im Jahre 1873. – Elenchus plantarum vascularium quas aestate anno 1873 in Crna Gora, Belgradi
- Oleg Grebenščikov (Олег Сергеевич Гребенщиков): The Vegetation of the Kotor Bay seaboard (Crna Gora, Yugoslavia) and some comparative studies with the Caucasian seaboard of the Black sea. Bjulleten' Moskovskogo Obščestva Ispytatelej Prirody, Izdat. Moskovskogo Univ., Otdel biologičeskij, vol. 65/131., pp. 99–108 Moskva 1960.
- L. Sawicki: Die eiszeitliche Vergletscherung des Orjen in Süddalmatien. Zeitschr. für Gletscherkunde, V, 1910–1911, S. 339–355. (1911)
- G. Ž. Komar: Planinska sela Dračevice pod vlašću Venecije. 1687–1797 (1997)
- Himmel 1883: Der Marsch der 44. Infanterie-Truppen-Division übern den Orien und die cooperation derselben bei der Besetzung der Krivoscie im März 182. Streffleur's Österreichische Militärische Zeidtschrift, 24(1): 213-230, Wien